# The Walking Dead (fumetto)
The Walking Dead è una serie a fumetti survival horror statunitense a cadenza mensile pubblicata dalla Image Comics a partire da ottobre del 2003, creata da Robert Kirkman e illustrata da Tony Moore per i primi sei numeri e da Charlie Adlard per i successivi. Tratta delle vicissitudini di un gruppo di persone che cerca di salvarsi da un'invasione di zombie, che ha portato al crollo delle istituzioni centrali e alla fine della civiltà così come la conosciamo.
In Italia l'opera viene pubblicata in diversi tipi di raccolte. Le due più popolari sono il trade paperback (composto da sei numeri regolari americani) venduto esclusivamente nelle fumetterie dal 2005, e il formato bonellide (composto inizialmente da quattro numeri e a partire dal n.28 da due numeri) ristampa venduta anche nelle edicole, a cadenza mensile, a formato e prezzo ridotto dal 2012. Tutte le pubblicazioni sono realizzate da SaldaPress.
La serie si è conclusa negli Stati Uniti il 3 luglio 2019 con il numero 193.. In Italia la pubblicazione dell'ultimo albo, il numero 70, è avvenuto il 29 ottobre 2020.

## Raccolta volumi trade paperback
| #  | Titolo | Albi raccolti | Data di pubblicazione | Data di pubblicazione |
| #  | Titolo | Albi raccolti | Stati Uniti           | Italia                |
| 1  | THE WALKING DEAD VOL.1: GIORNI PERDUTI (THE WALKING DEAD VOL.1: DAYS GONE BYE) | 1÷6           | maggio 2004           | giugno 2005           |
| 1  | Trama Rick Grimes, poliziotto di periferia, viene ferito in seguito a uno scontro a fuoco con un fuggitivo. Al suo risveglio in ospedale non trova nessuno, avventurandosi per i corridoi e le stanze dell'edificio trova solo cadaveri ed esseri che tentano di aggredirlo. Lasciato l'ospedale Rick fa ritorno alla propria casa, e dopo averla trovata deserta incontra Morgan e suo figlio Duane, i quali spiegano al protagonista che il mondo come lo conosceva non esiste più: carcasse ambulanti assalgono i vivi spinti da una fame insaziabile. Rick parte per Atlanta, probabile luogo dove Lori (moglie) e Carl (figlio) possono essersi diretti. Una volta sul posto incontra altri sopravvissuti, compreso il suo collega Shane, il quale durante la sua assenza aveva avuto una tresca parzialmente ricambiata con la moglie, rimanendone ossessionato al punto tale da cercare di uccidere Rick. Sarà il piccolo Carl a salvare il padre sparando a Shane. |               |                       |                       |
| 1  | Note - I primi sei albi raccolti in questo volume sono gli unici della serie a essere stati illustrati da Tony Moore. |               |                       |                       |
| 1  | Edizione italiana Robert Kirkman, The Walking Dead, vol. 1: Giorni perduti, disegni di Tony Moore, SaldaPress, 2005, p. 144, ISBN 88-88435-17-4. |               |                       |                       |
| 2  | THE WALKING DEAD VOL.2: IL LUNGO CAMMINO (THE WALKING DEAD VOL.2: MILES BEHIND US) | 7÷12          | novembre 2004         | agosto 2006           |
| 2  | Trama Rimanere troppo vicino ad Atlanta è pericoloso, perciò il gruppo parte alla ricerca di un posto più sicuro. Durante il viaggio si imbattono in Tyreese, sua figlia Julie e il suo fidanzato Chris; anch'essi vagano in cerca di rifugio e cibo, quindi si aggiungono al gruppo. Trovandosi senza cibo né riparo e con Lori incinta Rick, Tyreese e il piccolo Carl decidono di andare a caccia, ma dopo avere avvistato una potenziale preda il bambino viene colpito alla schiena da un colpo sparato da un estraneo. L'aggressore li informa che non molto distante c'è una fattoria, il cui proprietario è anche veterinario e potrebbe aiutarli. Il gruppo fa così la conoscenza di Hershel, dei suoi sei figli, di Otis, l'artefice dell'incidente, e la fidanzata Patricia. Rick viene a sapere che l'uomo evita di uccidere i vaganti (soprannome dato da Rick agli zombie) che incontra, perché convinto che il loro sia un malessere momentaneo, a cui verrà prima o poi trovata una cura e infatti ne tiene alcuni nel suo fienile. Mentre Hershel tenta di portarne uno all'interno gli altri riescono a fuoriuscire e a divorargli parte della prole. Nonostante Rick lo abbia aiutato a risolvere la situazione e gli abbia impedito di suicidarsi, Hershel li caccia dalla loro proprietà, e ancora una volta il gruppo si ritrova senza tetto né scorte alimentari. Ma durante il loro vagabondaggio dalla cima di una collina scorgono un'immensa prigione. |               |                       |                       |
| 2  | Note - A partire da questa seconda raccolta gli albi sono disegnati e inchiostrati da Charlie Adlard, mentre i toni di grigio sono curati da Cliff Rathburn. |               |                       |                       |
| 2  | Edizione italiana Robert Kirkman, The Walking Dead, vol. 2: Il lungo cammino, disegni di Charlie Adlard e Cliff Rathburn, SaldaPress, 2006, p. 144, ISBN 978-88-88435-33-6. |               |                       |                       |
| 3  | THE WALKING DEAD VOL.3: AL SICURO DIETRO LE SBARRE (THE WALKING DEAD VOL.3: SAFETY BEHIND BAR) | 13÷18         | maggio 2005           | gennaio 2008          |
| 3  | Trama Rick e il suo gruppo effettuano una veloce operazione di pulizia della prigione, nel cui refettorio trovano gli unici quattro sopravvissuti, tutti ex detenuti del penitenziario. A turno dichiarano per quale crimine sono stati incarcerati, ma solo uno è dentro per omicidio, e il suo nome è Dexter. Rick torna alla fattoria di Hershel e porta tutti i suoi abitanti al penitenziario. Durante la notte qualcuno spara un colpo: Rick e Tyreese si precipitano e scoprono che Chris ha ucciso Julie. I due avevano in mente di suicidarsi sparandosi a vicenda, ma il ragazzo ha sparato prima. Succede l'inaspettato: pur non essendo stata morsa la ragazza torna in vita. Rick tenta di ucciderla ma Tyreese non vuole, e mentre i due discutono Chris le spara in testa. Tyreese si avventa sul ragazzo e lo uccide; Rick tenta di farlo rinsavire ma Tyreese vuole aspettare che torni in vita, per punirlo un'altra volta. L'indomani Rick, con l'ausilio di una moto, torna dove avevano seppellito Shane per eliminarlo definitivamente. Durante la sua assenza le due figlie più piccole di Hershel vengono trovate decapitate nella sala del barbiere della prigione. Dexter viene incolpato dell'accaduto e dopo insulti e minacce viene chiuso a chiave nella sua cella. Il giorno seguente costui chiede ad Andrew, un altro detenuto, di dargli una mano per vendicarsi contro il gruppo di Rick; intanto si scopre che è stato Thomas, un altro detenuto, a uccidere le bambine. L'uomo viene picchiato selvaggiamente da Rick e poi rinchiuso; successivamente Rick stesso libera Dexter e gli porge le sue scuse. Patricia, dispiaciuta per Thomas, lo libera ma viene aggredita: sarà Maggie, altra figlia di Hershel, a ucciderlo sparandogli. Il cadavere di Thomas viene dato in pasto agli zombie fuori dalla recinzione, dopodiché Andrew e Dexter, armati fino ai denti, intimano a Rick e ai suoi compagni di lasciare la prigione. |               |                       |                       |
| 3  | Edizione italiana Robert Kirkman, The Walking Dead, vol. 3: Al sicuro dietro le sbarre, disegni di Charlie Adlard e Cliff Rathburn, SaldaPress, 2008, p. 144, ISBN 978-88-88435-33-6. |               |                       |                       |
| 4  | THE WALKING DEAD VOL.4: LA FORZA DEL DESIDERIO (THE WALKING DEAD VOL.4: THE HEART'S DESIRE) | 19÷24         | novembre 2005         | luglio 2008           |
| 4  | Trama Mentre Rick tenta di fare ragionare Dexter gli zombie irrompono nel cortile, uscendo dall'edificio dove Dexter ed Andrew hanno preso le armi della sorveglianza. Rick, alcuni membri del suo gruppo e i due ex detenuti uniscono momentaneamente le forze per sbarazzarsi dell'orda, e approfittando del trambusto Rick spara un colpo in testa a Dexter. Nel frattempo Otis, rimasto fuori dal cancello e circondato dagli zombie, viene salvato da un'estranea incappucciata armata di katana, e “accompagnata” da due zombie privi di mandibola tenuti al guinzaglio. Andrew consegna le armi e fugge dal penitenziario senza alcun motivo apparente; la forestiera, di nome Michonne, dopo essersi liberata dei suoi “accompagnatori” viene accolta nella prigione. Durante l'esplorazione di uno dei blocchi della prigione Allen, membro originario del gruppo, viene morso a un polpaccio da uno zombie; Rick gli taglia la gamba avendo ormai capito che il morso uccide ma non infetta. Carol tenta il suicidio per problemi sentimentali con Tyreese, il quale è stato sedotto da Michonne. Lo stesso Tyreese litiga con Rick e la discussione sfocia in una lotta a mani nude. I due vengono interrotti da Andrea che annuncia la morte di Allen. |               |                       |                       |
| 4  | Edizione italiana Robert Kirkman, The Walking Dead, vol. 4: La forza del desiderio, disegni di Charlie Adlard e Cliff Rathburn, SaldaPress, 2008, p. 144, ISBN 88-88435-27-1. |               |                       |                       |
| 5  | THE WALKING DEAD VOL.5: LA MIGLIOR DIFESA (THE WALKING DEAD VOL.5: THE BEST DEFENSE) | 25÷30         | settembre 2006        | aprile 2009           |
| 5  | Trama Durante ulteriori esplorazioni nella prigione il gruppo di Rick trova tute antisommossa e armi. Mentre le testano al di fuori della recinzione Glenn e Rick notano un elicottero precipitare e insieme a Michonne si dirigono, in auto, verso il luogo dello schianto. Raggiungono il velivolo ma nessuno è presente; le numerose orme sul terreno fanno supporre a Rick che chiunque fosse nell'elicottero sia stato portato via. Seguendo le tracce arrivano, a buio inoltrato, nei pressi di una cittadina di nome Woodbury, dove fanno la spiacevole conoscenza di Philip Blake, chiamato dai locali “il Governatore”. L'uomo, interessato alle loro risorse, li sequestra. Rick perde una mano, Michonne viene legata, torturata e stuprata, e Glenn imprigionato. Con astuzia il Governatore intuisce che i tre vengono da un penitenziario non troppo distante. |               |                       |                       |
| 5  | Edizione italiana Robert Kirkman, The Walking Dead, vol. 5: La miglior difesa, disegni di Charlie Adlard e Cliff Rathburn, SaldaPress, 2009, p. 144, ISBN 88-88435-30-1. |               |                       |                       |
| 6  | THE WALKING DEAD VOL.6: QUESTA VITA DOLOROSA (THE WALKING DEAD VOL.6: THIS SORROWFUL LIFE) | 31÷36         | aprile 2007           | settembre 2009        |
| 6  | Trama Rick, Glenn e Michonne riescono a fuggire grazie a Martinez, un uomo a servizio del Governatore, assieme ad Alice, apprendista medico della comunità. Prima di lasciare la cittadina Michonne si reca presso l'abitazione del Governatore per vendicarsi del trattamento subito. L'uomo viene selvaggiamente torturato, finendo per perdere un occhio e un braccio. Michonne lascia l'appartamento senza sapere se l'uomo è sopravvissuto al trattamento. Successivamente la donna riesce a raggiungere i suoi compagni fuggiaschi e insieme a Martinez fa ritorno al penitenziario. Dopo avere eliminato alcuni vaganti, che sono riusciti a entrare nel cortile e a uccidere Otis, Rick nota l'improvvisa scomparsa di Martinez. L'ex agente di polizia capisce che faceva tutto parte del piano del Governatore: Martinez doveva semplicemente scoprire l'ubicazione della prigione e poi tornare indietro per comunicarla al proprio leader. Rick riesce a impedire tutto ciò uccidendolo prima che riesca a fare ritorno a Woodbury. |               |                       |                       |
| 6  | Edizione italiana Robert Kirkman, The Walking Dead, vol. 6: Questa vita dolorosa, disegni di Charlie Adlard e Cliff Rathburn, SaldaPress, 2009, p. 144, ISBN 88-88435-34-4. |               |                       |                       |
| 7  | THE WALKING DEAD VOL.7: LA CALMA CHE PRECEDE (THE WALKING DEAD VOL.7: THE CALM BEFORE) | 37÷42         | settembre 2007        | settembre 2010        |
| 7  | Trama Il Governatore riuscirà comunque a trovare la prigione, è questione di tempo; per questo alcuni membri del gruppo organizzano una spedizione alla ricerca del deposito della Guardia Nazionale, dove la gente di Woodbury si era rifornita. Intanto nella prigione arriva il momento della nascita di Judy, la figlia di Lori. La donna supera bene il parto anche grazie alla professionale assistenza offerta da Alice, che si è preparata al meglio per quel difficile momento. La giovane infermiera deve subito fronteggiare anche un'altra emergenza: durante una sortita notturna per rifornirsi di carburante insieme al giovane Billy Dale è stato azzannato a una caviglia da un vagante. Solo l'immediata amputazione della gamba sotto il ginocchio evita all'uomo la morte. La latente depressione di Carol induce ancora una volta la donna a tentare il suicidio gettandosi consapevolmente tra le grinfie di una vagante, che non esita ad azzannarla con ferocia. Superato anche questo brutto momento la comunità di Grimes assapora con soddisfazione i rigogliosi risultati delle coltivazioni di Hershel, quando compare all'orizzonte un esercito bellicoso, pronto all'attacco. Come temuto si tratta della gente di Woodbury. In testa allo schieramento c'è un carro armato comandato dallo stesso redivivo Governatore, che lancia un terribile ordine alle sue truppe: “Uccideteli tutti!”. |               |                       |                       |
| 7  | Edizione italiana Robert Kirkman, The Walking Dead, vol. 7: La calma che precede, disegni di Charlie Adlard e Cliff Rathburn, SaldaPress, 2009, p. 144, ISBN 978-88-88435-41-1. |               |                       |                       |
| 8  | THE WALKING DEAD VOL.8: NATI PER SOFFRIRE (THE WALKING DEAD VOL.8: MADE TO SUFFER) | 43÷48         | giugno 2008           | dicembre 2010         |
| 8  | Trama Dapprima Andrea con il suo talento da cecchino garantisce un vantaggio al gruppo di Rick, ma quando quest'ultimo perde i sensi dopo essere stato ferito all'addome da una pallottola decide insieme a Dale, Glenn e Maggie di lasciare il penitenziario, sfruttando la momentanea ritirata del Governatore. Michonne e Tyreese tentano un blitz contro le truppe del Governatore, ma l'uomo viene quasi subito catturato e la donna data per morta. Quando Rick si riprende, nonostante la gravità delle sue condizioni, torna a unirsi agli altri per organizzare la resistenza, e solo in quel momento apprende della partenza del gruppo che ha seguito Dale: lo sconforta soprattutto la perdita di un cecchino come Andrea. Di lì a poco l'esercito nemico torna ad avanzare. Il Governatore mostra Tyreese pesto e incatenato e minaccia di giustiziarlo con la katana sottratta a Michonne davanti a tutti, se entro pochi minuti Rick e i suoi non si saranno arresi lasciandolo entrare nel recinto della prigione. Rick vorrebbe salvare l'amico, ma sa di non potere cedere a quel tremendo ricatto. Di fronte al rifiuto degli assediati il Governatore non esita a decapitare il prigioniero. Successivamente Andrea fa il suo ritorno e dalla cima del camper di Dale miete altri uomini di Woodbury. Un pick-up si schianta contro il camper e la fa cadere; intanto il Governatore risale a bordo del carro armato e in preda a follia pura ordina al guidatore di buttare giù le recinzioni. Rick corre all'interno della prigione, lasciando Hershel, Patricia e Billy (altro figlio rimasto di Hershel) a fronteggiare il nemico. Essi vengono presto uccisi. Gli uomini del Governatore cominciano a rendersi conto di quello che stanno facendo e che uomo sia in realtà il loro leader; così, quando vengono uccisi anche Alice, Lori, la piccola Judy, una donna di Woodbury in preda all'odio e alla furia elimina il Governatore. Rick, che ha assistito sgomento all'uccisione di Lori e di Judy, ha continuato a esortare Carl a correre per garantire la salvezza almeno a lui. Solo quando sono ormai lontani dal penitenziario e dalle orde di vaganti il bambino si accorge disperato che la mamma e la sorella non sono più con loro. La sorte di Michonne e di chi era fuggito con Dale rimane ignota. |               |                       |                       |
| 8  | Edizione italiana Robert Kirkman, The Walking Dead, vol. 8: Nati per soffrire, disegni di Charlie Adlard e Cliff Rathburn, SaldaPress, 2009, p. 144, ISBN 978-88-88435-42-8. |               |                       |                       |
| 9  | THE WALKING DEAD VOL.9: QUI RESTIAMO (THE WALKING DEAD VOL.9: HERE WE REMAIN) | 49÷54         | gennaio 2009          | maggio 2011           |
| 9  | Trama Michonne trova delle impronte e si mette alla ricerca di Rick e di suo figlio, che intanto cercano di raccogliere le idee mentre si incamminano verso un paesino desolato. I due, dopo avere steso qualche non morto, si impossessano di un'abitazione e si apprestano a trascorrervi la notte. Rick, ormai in via di miglioramento dalle ferite riportate alla prigione, esplora il quartiere insieme a Carl finché improvvisamente Rick sente squillare un telefono e risponde a una misteriosa donna sopravvissuta, con cui stabilisce un contatto giornaliero. Girando per le campagne attorno assistono allo sbranamento di un sopravvissuto per mano di alcuni vaganti; per loro fortuna costui ha lasciato un'auto con carburante e scorte non troppo distante. I due decidono di andare a caccia per provare ad avere cibo più fresco rispetto ai soliti prodotti in scatola. Più tardi Rick scopre che la voce nel telefono è in realtà Lori, ma comprende che è una sua allucinazione dato che l'apparecchio è anche staccato dalla presa. Successivamente padre e figlio, con l'auto recuperata, decidono di mettersi in marcia e nel cammino ritrovano Michonne, che si unisce a loro. I tre sono alla ricerca della fattoria di Hershel, ma si rendono conto di avere perso l'orientamento; il problema è presto risolto quando Glenn e Maggie sopraggiungono verso di loro in sella a due cavalli. Giunti alla fattoria scoprono che qui hanno trovato rifugio anche Dale e Andrea. Rick e Michonne confessano reciprocamente di immaginare dialoghi ad alta voce con i rispettivi compagni, per sfogo e per ottenere rassicurazioni. Alla fattoria fanno la loro comparsa tre nuovi personaggi in cerca di provviste: Abraham, Rosita ed Eugene. C'è una breve colluttazione tra i due gruppi di sopravvissuti che si appiana rapidamente. Eugene fornisce informazioni utili a Rick e ai suoi amici circa l'inopportunità di utilizzare armi da fuoco qualora si resti sedentari in una certa zona, dato che questo attira gli zombie presenti in un certo raggio dal luogo del rumore. Abraham racconta loro che sono diretti a Washington per una missione importante: Eugene è uno scienziato del Governo e conosce il motivo che ha causato l'epidemia di zombie. L'uomo era coinvolto in un progetto di mappaggio genico utile a fini bellici (parla di malattie mirate contro certi gruppi umani); tira fuori una radio da cui sostiene di potersi mettere in contatto con Washington, e rivela di avere già contattato i vertici nella capitale, la quale dovrebbe essere sicura e potenziata. Dopo qualche discussione e litigio il gruppo di Rick decide di unirsi al trio di nuovi arrivati e insieme partono per la capitale. |               |                       |                       |
| 9  | Edizione italiana Robert Kirkman, The Walking Dead, vol. 9: Qui restiamo, disegni di Charlie Adlard e Cliff Rathburn, SaldaPress, 2011, p. 136, ISBN 978-88-88435-47-3. |               |                       |                       |
| 10 | THE WALKING DEAD VOL.10: CIÓ CHE DIVENTIAMO (THE WALKING DEAD VOL.10: WHAT WE BECOME) | 55÷60         | agosto 2009           | settembre 2011        |
| 10 | Trama Il gruppo di sopravvissuti si è accampato in campagna, lungo la via per Washington (il gruppo di Abraham è più propenso a campeggi mobili piuttosto che residenze statiche, visto il rischio di "greggi" di zombie). Rick sostituisce Abraham nel fare la guardia e tira fuori il telefono riprendendo a dialogare con la voce immaginaria di Lori. Durante un raid nel paese vicino si imbattono in uno stuolo di zombie, ed Eugene resta affascinato da come alcuni di essi, seppure così deboli da non riuscire neppure a muoversi da terra, continuino a volerlo mordere. La sera stessa, attorno a un falò, Eugene e Rick parlano delle rispettive esperienze con gli zombie e l'ex poliziotto racconta che li ha sempre divisi in due tipi: i vaganti (roamer) e gli appostati (lurker). Di lì a poco scoprono che Maggie si è appesa a un albero, tentando di fatto il suicidio. La donna viene subito tirata giù e le viene praticato un massaggio cardiaco; Abraham vorrebbe ucciderla convinto che sia già spacciata, ma saranno Glenn e Rick ad impedirglielo. La donna infine riesce a salvarsi. Proseguendo il viaggio il gruppo si ferma e Rick decide insieme ad Abraham e Carl di fare ritorno alla città dove viveva, visto che la distanza lo permette, per prelevare il resto delle armi nella stazione di polizia e prendere con sé anche Morgan e Duane. I tre decidono di fermare l'auto con cui viaggiavano per la notte, ma vengono assaliti da tre predoni che dopo averli disarmati tentano di violentare Carl. Il padre, impotente e fuori di sé, lacera a morsi il collo di uno di loro e con l'aiuto di Abraham li uccide. Abraham, vista l'esperienza appena passata, decide di aprirsi con Rick: gli racconta come ha perso la sua famiglia e ciò fa avvicinare i due uomini, che dimenticano i precedenti disaccordi. I tre raggiungono la casa di Morgan e scoprono amaramente che l'uomo ha perso molto peso e che suo figlio, diventato un vagante, viene tenuto legato e nutrito con resti umani. Morgan accetta l'offerta di Rick e insieme, dopo avere preso tutte le armi dalla stazione di polizia, ripartono per raggiungere il resto del gruppo. Uno dei due gemellini (Ben e Billy, orfani originari del gruppo di Rick fin dall'accampamento di Atlanta) uccide e sviscera un gatto e intima al fratello di non dirlo al padre adottivo, Dale. Rick, Carl, Abraham e Morgan raggiungono gli altri e insieme ripartono velocemente verso Washington, con un enorme gregge di zombie alle calcagna. |               |                       |                       |
| 10 | Edizione italiana Robert Kirkman, The Walking Dead, vol. 10: Ciò che diventiamo, disegni di Charlie Adlard e Cliff Rathburn, SaldaPress, 2009, p. 144, ISBN 978-88-88435-48-0. |               |                       |                       |
| 11 | THE WALKING DEAD VOL.11: TEMI I CACCIATORI (THE WALKING DEAD VOL.11: FEAR THE HUNTERS) | 61÷66         | gennaio 2010          | marzo 2012            |
| 11 | Trama Durante una sosta Andrea trova il corpo del piccolo Billy sventrato e suo fratello Ben lì vicino con in mano un coltello. Il bambino viene rinchiuso in un furgone. Alcuni membri del gruppo vorrebbero ucciderlo, ma altri sono contrari data la giovane età. Sul posto sopraggiunge un prete, di nome Gabriel, che si aggiunge al gruppo. Durante la notte Carl sgattaiola fuori dalla tenda che divide con il padre e senza farsi vedere da nessuno uccide con un colpo di pistola il piccolo Ben. Rick e gli altri ripartono l'indomani diretti alla chiesa di Gabriel; durante una sosta per la notte il gruppo viene assalito da alcuni zombie e Dale viene apparentemente ferito a causa dello spavento, tuttavia dichiara però di non essere stato morso. Egli, durante la notte, si inoltra nel bosco senza farsi notare, ma viene quasi subito colpito alla nuca dal calcio di un fucile e portato via da sconosciuti. La mattina seguente Rick organizza una ricerca nei dintorni per trovare Dale, ma poco tempo dopo lui e gli altri si dirigono alla chiesa e la usano come rifugio durante le ricerche. All'accampamento dei rapitori Dale nota con orrore che i rapitori si stanno cibando della sua gamba e poi scoppia a ridere. Confessa ai cannibali che era stato morso, per questo la scorsa notte si stava inoltrando nel bosco: voleva abbandonare i compagni e morire da solo. Gli aguzzini presi dal panico lasciano Dale davanti alla chiesa dove sono nascosti Rick e i suoi allo scopo di spaventarli. Rick, Michonne, Abraham, Andrea e Gabriel (che conosce bene i dintorni) esplorano i dintorni alla ricerca dei cannibali. Dopo averli trovati Rick riesce a parlare con il loro leader e scopre che quel gruppo, incapace di cacciare selvaggina, abbia ripiegato sui loro simili, secondo loro più facili da catturare, cominciando dalla loro stessa prole. Rick e gli altri hanno il sopravvento su di loro, li torturano e li smembrano, dopo di che gettano i resti nel fuoco sotto gli occhi terrorizzati di Gabriel. La notte seguente Dale muore; Andrea gli spara e il corpo viene bruciato come sua ultima richiesta. Rick, davanti al falò, pensando di avere alle spalle Abraham, confessa tutto ciò che hanno fatto ai cannibali, ma si rende conto che invece ha Carl dietro di sé, il quale in lacrime confessa di avere ucciso Ben. |               |                       |                       |
| 11 | Note - Questo volume era previsto per la fine del 2011, in concomitanza con l'uscita di Resident Evil: Operation Raccoon City. SaldaPress aveva stretto una sorta di partnership con Capcom per ottenere ulteriore visibilità, tuttavia l'uscita del gioco slittò a marzo del 2012, e di conseguenza anche il volume. La partnership tra la software house e la casa editrice consisteva nella possibilità di ritirare una cartolina di The Walking Dead a edizione limitata presso alcune fumetterie aderenti all'iniziativa, le quali ammontavano a circa una trentina, sparpagliate sull'intero territorio nazionale. Per ritirare il gadget, non era sufficiente comprare il volume, bisognava dire una determinata parola d'ordine ("Saluti da Raccoon City"), resa nota tramite la pagina ufficiale della SaldaPress su Facebook. |               |                       |                       |
| 11 | Edizione italiana Robert Kirkman, The Walking Dead, vol. 11: Temi i cacciatori, disegni di Charlie Adlard e Cliff Rathburn, SaldaPress, 2011, p. 144, ISBN 978-88-88435-51-0. |               |                       |                       |
| 12 | THE WALKING DEAD VOL.12: VIVERE IN MEZZO A LORO (THE WALKING DEAD VOL.12: LIVE AMONG THEM) | 67÷72         | agosto 2010           | luglio 2012           |
| 12 | Trama Il gruppo si sta dedicando alla ricerca di viveri con scarsi risultati. Rick vuole contattare Washington con la radio di Eugene, ma quest'ultimo non è d'accordo e nel tentativo di accaparrarsela lo strumento cade per terra, rivelando il vano batterie vuoto. Eugene confessa che si era inventato tutto per essere protetto: non è mai stato uno scienziato del governo, era un semplice professore di scienze. L'uomo viene malmenato selvaggiamente da Abraham, che viene interrotto da Rick e gli altri. Al tramonto, dopo essersi accampati, vengono raggiunti da uno sconosciuto che dice di chiamarsi Aaron. Dichiara di essere un reclutatore per una grossa comunità situata nei pressi di Washington e che il gruppo di Rick è risultato positivo alla selezione. Rick, dapprima molto diffidente, viene convinto dagli altri a dare retta all'uomo, poiché sono senza rifugio e cibo. Il mattino seguente, durante la marcia verso la capitale, notano un razzo di segnalazione venire dalla città: Aaron li informa che è uno dei loro che chiede aiuto. Rick e Abraham lo accompagnano nella metropoli e soccorrono i due compagni, Heath e Scott: quest'ultimo è rimasto ferito gravemente alla gamba. Grazie all'aiuto di altri uomini armati della comunità di Aaron riescono a fuggire e a entrare ad Alexandria, un piccolo gruppo di case circondate da alte mura, dove si trova la base del gruppo di Aaron. Rick e gli altri si sottopongono a un colloquio con Douglas, leader di Alexandria, il quale ha il compito di ripartire i compiti in base alle attitudini di ciascuno. Rick accetta il ruolo di sovraintendente della comunità. Douglas accompagna il gruppo di Rick durante un piccolo tour dove mostra loro le case adibite a usi speciali: un'armeria dove obbliga tutti a lasciare le proprie armi da fuoco (vige la regola di non portare armi all'interno delle mura), un'infermeria e una casa per le riunioni. Alcuni sono convinti che lì potranno ricominciare una vita normale, ma altri non ci sperano troppo, come Andrea e Carl. Costui si dimostra poco entusiasta sia per la festa di Halloween che il successivo party di benvenuto tenuto la sera seguente. Rick pensa che la regola imposta da Douglas sulle armi sia sconveniente, perciò organizza insieme a Glenn un modo per riprenderle. |               |                       |                       |
| 12 | Note - Il titolo del volume, fino a poco tempo prima di essere pubblicato, sui cataloghi e in fondo ai volumi nella sezione "di prossima pubblicazione" era stato tradotto come: "La vita in mezzo a loro"; - Durante il colloquio tra Douglas e Rick il primo narra di avere letto in rete (prima della venuta degli zombie) la notizia di un padre che divora gli occhi del figlio di quattro anni, una vicenda assai simile è in realtà accaduta in California. |               |                       |                       |
| 12 | Edizione italiana Robert Kirkman, The Walking Dead, vol. 12: Vivere in mezzo a loro, disegni di Charlie Adlard e Cliff Rathburn, SaldaPress, 2012, p. 144, ISBN 978-88-88435-53-4. |               |                       |                       |
| 13 | THE WALKING DEAD VOL.13: IL CONFINE SUPERATO (THE WALKING DEAD VOL.13: TOO FAR GONE) | 73÷78         | novembre 2010         | novembre 2012         |
| 13 | Trama Abraham si dirige all'armeria insieme alla squadra di costruzione (designata allo sgombero e all'aggiunta di nuove zone all'interno di Alexandria), dove insieme prelevano alcune armi. Rick e Glenn riescono a trafugare qualche pistola dall'edificio; nel frattempo la squadra di costruzione, guidata da Tobin, viene attaccata da un gruppo di vaganti. Grazie alla condotta di Abraham un membro della squadra di nome Holly, che stava per morire a causa delle regole e del comportamento di Tobin e gli altri, riesce a salvarsi. In seguito a questi avvenimenti Abraham prenderà il comando della squadra. Rick nutre qualche sospetto sul conto di Pete, medico della comunità, dopo averlo visto passare la notte sul portico di casa sua. L'uomo si è giustificato asserendo che ogni tanto lui e sua moglie litigano. Il sovraintendente indaga e scopre proprio dalla donna che l'uomo diverse volte si lascia cogliere dall'ira e picchia sia lei che il loro bambino, Ron. Rick ne fa menzione a Douglas; egli confessa di esserne già a conoscenza da tempo, ma a causa del ruolo di Pete nella comunità non è mai intervenuto. Grimes torna alla casa di Pete e comincia una lotta a mani nude con l'uomo. I due nella zuffa sfondano una finestra e finiscono in cortile, dove vengono presto raggiunti da altre persone. Douglas intima a Rick di calmarsi, ma l'ex agente sfodera una piccola pistola che teneva nascosta e gliela punta contro. Michonne con una sassata alla nuca lo fa rinsavire, e dopo essersi reso conto di fin dove si era spinto si scusa con tutti i presenti. In seguito Rick e Douglas discutono dell'accaduto e, a parte l'aspro rimprovero da parte di Douglas di non mettere più in discussione la sua autorità, il leader riconosce che almeno il sovraintendente deve portare un'arma, per evitare che si ripetano altri avvenimenti come quello appena accaduto. Scott muore nel letto dell'infermeria e dopo avergli ficcato un chiodo nel cranio Rick, Douglas e Heath discutono della possibilità di tenere un funerale per l'uomo (cerimonie di questo tipo sono vietate da Douglas). Davanti a loro appare Pete, che in preda alla collera per essere stato allontanato dalla propria famiglia minaccia Rick con un coltello. Interviene Regina, la moglie di Douglas, che in uno scatto d'ira dell'uomo viene gravemente ferita alla gola. Pete viene bloccato a terra da Spencer, figlio di Douglas, il quale ordina freddamente a Rick di ucciderlo. Il giorno seguente vengono celebrati i funerali di Scott, di Regina e di Pete. Andrea preferisce assolvere al proprio ruolo di sentinella (suggerito da Rick) e si dirige alla torre campanaria fuori dalle mura. Durante i funerali vengono esplosi alcuni colpi di arma da fuoco; la comunità viene attaccata da un piccolo gruppo di malintenzionati, ma grazie ad Andrea e Rick hanno la meglio su di loro. Douglas riconosce il valore di Rick, del suo gruppo e delle sue idee che hanno salvato Alexandria dall'assalto. L'uomo consegna la leadership nelle mani del sovraintendente. |               |                       |                       |
| 13 | Edizione italiana Robert Kirkman, The Walking Dead, vol. 13: Il confine superato, disegni di Charlie Adlard e Cliff Rathburn, SaldaPress, 2012, p. 144, ISBN 978-88-88435-56-5. |               |                       |                       |
| 14 | THE WALKING DEAD VOL.14: NESSUNA VIA D'USCITA (THE WALKING DEAD VOL.14: NO WAY OUT) | 79÷84         | giugno 2011           | marzo 2013            |
| 14 | Trama Aaron e il suo fidanzato Eric rientrano dall'ennesima perlustrazione in cerca di persone. In seguito al ferimento di Eric Aaron decide e comunica a Douglas che non vede più alcuna necessità di uscire a reclutare nuovi membri. Comincia a nevicare; molti vaganti si sono accalcati fuori dal mura, a causa della sparatoria avvenuta di recente. Abraham, Glenn e altri decidono di sfoltirne un po', utilizzando solo armi da mischia per non attrarne altri. Tuttavia durante l'operazione si rendono conto che sono circondati da un folto gregge di non morti. Per convenienza, oltre che per il pericolo, Rick ordina agli altri membri di cominciare a dividere le case. Jessie e Ron scelgono di condividere l'abitazione con Rick e Carl, e tra la donna e Rick nasce l'amore. Le mura di Alexandria cominciano a mostrare segni di cedimento: Glenn, Heath e Spencer lasciano la cittadina per portare del cibo ad Andrea, la quale è rimasta isolata in cima alla torre per diverso tempo a causa dell'assedio dei vaganti. Nonostante ciò sarà la donna a raggiungerli per prima. Nel frattempo uno dei pannelli del muro cede e una parte del gregge comincia a riversarsi all'interno di Alexandria. Tobin viene divorato e Morgan viene morso a un braccio, che gli viene subito amputato da Michonne. Abraham e gli altri presto si rendono conto di non potere gestire la situazione e come gli altri si rifugiano nelle proprie abitazioni. Nonostante le cure somministrategli da Denise (chirurgo di Alexandria) Morgan muore. Rick prende la decisione di lasciare l'abitazione e cospargendosi i vestiti di interiora di zombi, passare inosservato in mezzo al gregge (strategia già usata ad Atlanta) e uscire da Alexandria. A lui si uniscono Denise, Carl, Michonne, Jessie e Ron. A causa di quest'ultimo, terrorizzato dai vaganti, il gruppo viene attaccato: Ron viene divorato assieme alla madre, a cui Rick amputa il polso a colpi di accetta, costretto dalla presa che esercitava sulla mano di Carl. Douglas, armato di pistola, tenta di aiutarli ma viene morso a un fianco, e ciò fa partire una scarica di colpi, uno dei quali colpisce e trapassa il viso di Carl, che rimane senza un occhio. Rick lo porta subito nell'infermeria, e dopo avere pregato Denise di salvargli la vita torna all'esterno per lottare contro i vaganti. Ben presto la foga con cui combattono Rick e Michonne fa correre alle armi anche altri membri della comunità, che si uniscono alla lotta. Andrea, Glenn, Heath e Spencer riescono a rientrare ad Alexandria. La furia di Rick e compagni fa sì che ogni vagante venga eliminato. L'uomo torna all'infermeria e comincia a parlare al figlio in coma. Rick ha ora chiaro in mente dove ha sbagliato fino ad adesso e cosa deve fare per proteggere non più solo sé stesso e la sua famiglia, ma tutti coloro che lo circondano. |               |                       |                       |
| 14 | Note - In fondo al volume c'è un breve editoriale dedicato per la maggior parte alle trasposizioni videoludiche di The Walking Dead (The Walking Dead (videogioco), The Walking Dead Survival Instinct e The Walking Dead: Assault). Il volume è stato stampato a febbraio, motivo per cui Survival Instinct viene dichiarato ancora non disponibile. |               |                       |                       |
| 14 | Edizione italiana Robert Kirkman, The Walking Dead, vol. 14: Nessuna via d'uscita, disegni di Charlie Adlard e Cliff Rathburn, SaldaPress, 2013, p. 144, ISBN 978-88-88435-60-2. |               |                       |                       |
| 15 | THE WALKING DEAD VOL.15: RITROVARSI (THE WALKING DEAD VOL.15: WE FIND OURSELVES) | 85÷90         | dicembre 2011         | agosto 2013           |
| 15 | Trama I morti vengono seppelliti e i resti dei vaganti vengono bruciati. Rick raduna alcuni membri del suo gruppo assieme ad Heath e Aaron e insieme discutono della “nuova visione” che vuole mettere in atto. Cominceranno con il fortificare e scavare fossati lungo le mura, e creare un labirinto di auto esterno che servirà a rallentare e tenere lontani i vaganti. Andrea terrà un corso per imparare a usare le armi da fuoco. Più tardi Carl riprende i sensi e Rick nota tristemente che il figlio, a seguito del danno cerebrale riportato, ha perso parzialmente la memoria. Non ricorda della morte della madre, né tantomeno dell'esistenza di sua sorella, Judy. Rick gli ricorda tutto ciò che ha dimenticato, ma il ragazzino non sembra scosso, bensì indifferente. Rick assieme ad Andrea, Glenn e altre persone esplora i dintorni di Alexandria, per controllare se la zona possiede ancora cibo, ma soprattutto allo scopo di creare una mappa delle zone circostanti. Durante la sua assenza Nicholas (ex amico di Pete) confessa a Spencer e Olivia (membro presente fin dalla creazione di Alexandria) che vede in Rick un pericolo per tutti loro, che assegna loro compiti inutili e faticosi che li spinge fuori dalle mura alla mercé dei vaganti. Sostiene che bisogna ucciderlo prima che lui uccida loro. I tre si accorgono che Glenn, non molto distante da loro, ha avuto modo di sentire l'intera conversazione. Nicholas lo minaccia; Glenn allora sfodera una pistola cercando di farlo desistere, ma l'uomo in preda alla furia gli salta addosso, lo disarma e comincia a malmenarlo. Glenn riesce a liberarsi e corre a casa sua, dove si appropria della pistola di Maggie. Il ritorno di Rick e degli altri evita la tragedia: Nicholas si arrende e con sua stessa sorpresa viene risparmiato dal suo nuovo leader. Dopo avere riportato a casa Carl, e averlo messo a letto, Rick e Andrea rimangono da soli. Gli ultimi avvenimenti li hanno fatti avvicinare e di molto e i due si baciano. |               |                       |                       |
| 15 | Edizione italiana Robert Kirkman, The Walking Dead, vol. 15: Ritrovarsi, disegni di Charlie Adlard e Cliff Rathburn, SaldaPress, 2013, p. 144, ISBN 978-88-88435-63-3. |               |                       |                       |
| 16 | THE WALKING DEAD VOL.16: UN MONDO PIÙ GRANDE (THE WALKING DEAD VOL.16: A LARGER WORLD) | 91÷96         | giugno 2012           | ottobre 2013          |
| 16 | Trama Nonostante le continue uscite degli esploratori c'è una costante scarsezza di viveri. Durante la notte uno sconosciuto armato spia la comunità tramite un binocolo. Carl si risveglia di soprassalto da un brutto sogno, che non esita a spiegare al padre: ha sognato di quando ha ucciso Ben. Durante un giro di pattuglia di Michonne e Abraham lo sconosciuto tenta un approccio burrascoso con i due, che sfocia in una lotta dove riesce a disarmarli ben due volte. Dopo essere riuscito a catturare Abraham riesce a ottenere la possibilità di parlare con Rick. Rivela di chiamarsi Paul Monroe, Jesus per gli amici (per via dell'aspetto fisico), e di vivere in una comunità di circa duecento anime dall'altra parte di Washington, chiamata Hilltop. Vorrebbe instaurare un rapporto commerciale con la comunità di Rick, barattare ciò che hanno in eccesso per ciò di cui hanno bisogno. Dopo avere malmenato e imprigionato Jesus, ed essersi assicurato che nessun altro stesse spiando o cercando di attaccare Alexandria, Rick decide di dare fiducia a Jesus e di seguirlo insieme a Glenn, Michonne, Andrea e Carl a Hilltop, attraverso una sicura “rotta commerciale” che lui stesso mostrerà. Dopo un viaggio non troppo facile giungono alla comunità di Jesus, un enorme terreno composto da molte roulotte, qualche fattoria improvvisata, tutto circondato lunghe mura di legno. All'interno del “Barrington House”, edificio usato come hotel, Rick incontra il leader della comunità, Gregory. La loro discussione viene presto interrotta dall'arrivo trafelato di un membro della comunità, il quale sostiene che uno dei loro, Ethan, ha fatto finalmente ritorno, da solo. Mancano all'appello tre suoi compagni; l'uomo afferma che un certo Negan li ha uccisi perché non hanno rispettato i patti e ha preso in ostaggio l'unica donna del gruppo, che libererà solo se Ethan consegnerà un “messaggio” a Gregory. Ethan accoltella quest'ultimo, ma solo Rick, tra tutti i testimoni, interviene e cerca di fermarlo. La donna avrà vita salva solo se Gregory morirà. Grimes uccide Ethan; due guardie corrono verso Rick armati di lancia (la comunità è sprovvista di proiettili), ma Jesus si intromette evitando altri spargimenti di sangue, mentre altri prestano soccorso a Gregory. Più tardi spiega a Rick e compagni che Negan è il capo di un pericoloso gruppo che si fa chiamare “i Salvatori” e che si fece avanti poco dopo la nascita della comunità e attraverso delle minacce strappò un accordo a Gregory. Metà di tutte le loro scorte di cibo appartiene a loro, e in cambio loro mantengono relativamente puliti i dintorni dai non morti. Jesus spiega di non sapere quanti elementi abbia Negan sotto il suo comando (è stato visto con venti persone); una volta ha tentato anche di seguirli fino alla loro base, ma il tentativo non andò a buon fine, al punto che riuscì a malapena a fuggire. Rick decide di prendere in mano la situazione: se eliminerà la minaccia costituita da Negan la comunità di Jesus darà ad Alexandria il cibo di cui ha bisogno. |               |                       |                       |
| 16 | Note - Nell'issue americano numero 93 (contenuto in questo volume) Jesus dice che il capo di Hilltop si chiama Kenneth, non Gregory. L'errore non è presente in questo volume. |               |                       |                       |
| 16 | Edizione italiana Robert Kirkman, The Walking Dead, vol. 16: Un mondo più grande, disegni di Charlie Adlard e Cliff Rathburn, SaldaPress, 2013, p. 144, ISBN 978-88-88435-63-3. |               |                       |                       |
| 17 | THE WALKING DEAD VOL.17: QUEL CHE FA PAURA (THE WALKING DEAD VOL.17: SOMETHING TO FEAR) | 97÷102        | novembre 2012         | novembre 2013         |
| 17 | Trama Durante il viaggio di ritorno il furgone con a bordo i due Grimes, Michonne e Andrea viene costeggiato da alcune motociclette; uno dei centauri intima loro tramite un megafono di fermarsi. Quelle persone esigono tutto ciò che Rick e chi lo accompagna possiede. Andrea e Michonne uccidono con facilità tutti gli aggressori tranne quello con il megafono. Rick gli si avvicina e gli spiega con tono perentorio che l'accordo tra Negan e Hilltop non esiste più: ora sono loro a proteggere quella comunità e ordina al centauro di fare recepire il messaggio al suo capo. Rick, tornato ad Alexandria, tiene un discorso nella chiesa con tutti i membri della comunità, per illustrare ciò a cui hanno preso parte, sia per quanto concerne Hilltop che Negan. La sera seguente Rick fa sapere ad Andrea che ha rivisto la sua posizione sulla loro possibile relazione. Abraham muore a causa di un gruppetto di cinque persone capeggiate da un uomo con metà volto sfigurato e armato di balestra, mentre Eugene viene preso come ostaggio. Gli uomini si presentano dinnanzi al cancello di Alexandria e pretendono di entrare, ma Eugene nonostante sia legato reagisce e addenta i genitali dell'uomo. Gli uomini di Negan vengono costretti alla ritirata, ma Rick non vuole farli fuggire e li insegue insieme ad Andrea, ma a causa di alcuni vaganti li perdono di vista. Glenn rivela a Maggie che vuole trasferirsi a Hilltop in quanto la percepisce come comunità più sicura: soprattutto ora che Maggie è incinta, sente di avere bisogno di più protezione. Rick ha intenzione di tornare a Hilltop per chiedere aiuto; nonostante molti siano contrari egli è convinto che i Salvatori non attaccheranno di nuovo. Il giorno seguente parte assieme a Heath, Glenn, Maggie, la piccola Sophia (adottata dalla coppia dopo il suicidio della madre, Carol, in carcere), Michonne e Carl. Durante una sosta per la notte Rick e gli altri vengono presi alla sprovvista e circondati da decine e decine di uomini armati di spranghe, coltelli, mazze e affini. Dal mucchio emerge un uomo robusto armato di mazza da baseball rinforzata con filo spinato all'estremità: è il leader dei Salvatori, Negan. Egli spiega a Rick che da ora in avanti sono obbligati a consegnare puntualmente a loro la metà di tutti i loro averi, dopodiché li mette in fila per “punirli”. Non riuscendo a decidere tira a sorte chi di loro subirà la punizione e viene estratto il nome di Glenn. Il giovane viene separato dal gruppo e con un paio di colpi di “Lucille” (nome di battesimo della mazza di Negan) viene ucciso. Non soddisfatto, l'uomo continua a colpire il cranio del già defunto Glenn, fino a ridurlo in poltiglia. Negan ribadisce a Rick Grimes il loro accordo e che tra una settimana verranno a riscuotere ciò che gli deve. Rick e gli altri avvolgono ciò che rimane di Glenn in una coperta, lo caricano con sé e ripartono verso Hilltop. Qui Rick informa Gregory e Jesus degli ultimi avvenimenti, ma nemmeno loro sapevano di quanti uomini avesse effettivamente al suo comando Negan. Rick abbandona la comunità, lasciandovi Maggie e Sophia che, assieme agli altri abitanti, preparano una cerimonia in onore di Glenn. Jesus decide di unirsi alla lotta e segue Rick. Non appena giungono ad Alexandria notano che i Salvatori hanno attaccato. Erano numerosi, ma a detta di Andrea erano poco motivati e dopo avere perso una dozzina di uomini si sono ritirati. Nessuno è morto ad Alexandria, inoltre hanno catturato Dwight, l'uomo di Negan con metà viso sfregiato. Rick non vuole fare infuriare di nuovo Negan, quindi confessa ad Andrea e a Michonne che conviene dare ai Salvatori quello che vogliono, nonostante Eugene lo informi che sarebbe in grado di creare munizioni. Rick con il disappunto di molti rilascia Dwight, ma di nascosto sussurra a Jesus di fare i bagagli e pedinarlo: il leader vuole che nessuno ad Alexandria sappia cosa hanno realmente intenzione di fare. |               |                       |                       |
| 17 | Note - Questo volume contiene il numero 100, issue che ha raggiunto grandi risultati di vendita in territorio americano. - In fondo al volume c'è un breve editoriale dedicato a tutte variant cover del numero 100. |               |                       |                       |
| 17 | Edizione italiana Robert Kirkman, The Walking Dead, vol. 17: Quel che fa paura, disegni di Charlie Adlard e Cliff Rathburn, SaldaPress, 2013, p. 156, ISBN 978-88-88435-73-2. |               |                       |                       |
| 18 | THE WALKING DEAD VOL.18: COSA SUCCEDE DOPO (THE WALKING DEAD VOL.18: WHAT COMES AFTER) | 103÷108       | giugno 2013           | febbraio 2014         |
| 18 | Trama Andrea e Carl sono al corrente dei piani di Rick quando Negan effettua il primo “prelievo” ad Alexandria; nel mentre alcuni suoi sottoposti si impegnano a rendere sicura la zona dai vaganti. Jesus viene scoperto e catturato da alcuni compagni di Dwight, tuttavia riesce a fuggire non appena il veicolo sul quale si trova approccia l'ingresso della fabbrica dove risiedono i Salvatori. Dwight decide di non farne parola al proprio leader. Sul posto giunge anche Negan con il camion carico delle scorte sottratte alla comunità di Rick, ma mentre i suoi uomini lo svuotano, dal retro del veicolo parte una scarica di fucile d'assalto che miete diverse vittime. Carl, poco prima che Negan uscisse dalle mura di Alexandria, si era intrufolato nel veicolo con lo scopo di ucciderlo. Il ragazzino non riesce nell'impresa, ma nonostante questo Negan, folgorato dal coraggio del giovane, decide di risparmiarlo e lo porta con sé all'interno della struttura. Negan gode di privilegi assoluti nella comunità che governa: le persone si inchinano al suo passaggio e ha a sua disposizione un attico privato con tanto di harem. L'uomo non sembra adirato per la recente perdita di altri uomini; si limita a chiedere a Carl di togliersi la benda dalla ferita sul volto e di cantargli una canzone. Dopo ciò lo fa assistere alla punizione corporale che egli stesso infligge a uno dei suoi uomini per mezzo di un ferro da stiro rovente, stesso procedimento a cui venne sottoposto Dwight. A seguito di una giornata infruttuosa alla ricerca del proprio figlio scomparso Rick viene svegliato da Jesus mentre riposa durante la notte e assieme ad Andrea e Michonne partono alla volta della fabbrica per liberare Carl. Mentre Rick cerca di riflettere su come muoversi in merito, Negan e alcuni dei suoi uomini li intercettano sulla strada verso il rifugio. Negan provoca Rick; c'è un breve scontro corpo a corpo tra i due, ma Carl viene liberato ed è illeso. Dopo essere tornati ad Alexandria Rick invita l'intera comunità a darsi da fare per avere scorte sufficienti prima della prossima visita dei Salvatori. Jesus e Rick discutono delle informazioni ottenute a proposito di Negan. Carl ha riferito di avere visto pochi soldati nella fabbrica e nessuna scorta di munizioni, mentre Jesus sostiene che la maggior parte di essi si trova negli avamposti. Jesus decide di portare Rick a conoscere Ezekiel, un eccentrico uomo afroamericano di mezza età proprietario una tigre come animale da compagnia, re di un luogo chiamato “il Regno”, un'altra comunità nei dintorni di Washington, i cui membri si comportano come fossero in un vero e proprio regno medievale. Ezekiel e Rick, con l'aiuto di Dwight, si mettono d'accordo per imbastire una guerra contro Negan. |               |                       |                       |
| 18 | Note - In fondo al volume è stata inserita un'anteprima completamente a colori di sedici pagine del primo numero di Invincible (personaggio), altra opera creata da Robert Kirkman e pubblicata in Italia da Edizioni BD e dal 2014 anche da Saldapress. |               |                       |                       |
| 18 | Edizione italiana Robert Kirkman, The Walking Dead, vol. 18: Cosa succede dopo, disegni di Charlie Adlard e Cliff Rathburn, SaldaPress, 2014, p. 156, ISBN 978-88-88435-76-3. |               |                       |                       |
| 19 | THE WALKING DEAD VOL.19: IN MARCIA VERSO LA GUERRA (THE WALKING DEAD VOL.19: MARCH TO WAR) | 109÷114       | novembre 2013         | aprile 2014           |
| 19 | Trama Jesus si infiltra indisturbato a Hilltop e dietro ordine di Rick informa Maggie del conflitto che sta per svolgersi, e le chiede di sorvegliare Gregory per loro, nel caso dovesse riferire qualcosa a Negan, poiché per avere un gruppo di Hilltop da addestrare devono per forza di cose informare anche lui. Jesus si affida a Kal, capo della sicurezza di Hilltop, per radunare le persone che occorrono. Inizialmente il ragazzo non è convinto e tenta di avvisare i Salvatori, ma viene fermato per tempo da Jesus stesso. Rick aggiorna Andrea, Carl e Michonne e, con l'apparente motivo di raccogliere altre scorte, li conduce assieme a Heath e Aaron al Regno, da Ezekiel in persona. Il giorno dopo vi giungono anche Jesus, Kal e i combattenti raccolti ad Hilltop. Dwight ha fornito loro l'ubicazione degli avamposti dei Salvatori, perciò Ezekiel e Andrea propongono di concentrare le loro forze su di essi. Nel contempo Negan e alcuni suoi uomini si presentano alla soglia di Alexandria, in anticipo di qualche giorno, e, appreso da Olivia che Rick è attualmente all'esterno alla ricerca di provviste, viene fatto accomodare presso una delle loro case vuote, in attesa del ritorno dell'ex poliziotto. Spencer, che ultimamente si era dimostrato spesso insoddisfatto della condotta e dell'apparente sottomissione di Rick verso i Salvatori, riesce a parlare con Negan e gli rivela che Rick è una persona instabile, e aggiunge che sarebbe meglio per tutti, anche per i Salvatori, che fosse lui, figlio del precedente leader di Alexandria, a governare quella comunità. A Negan non piace il comportamento del ragazzo, e dopo averlo accusato di essere un vile codardo lo sviscera con un coltello. Rick e il gruppo con cui era uscito fa ritorno, viene a sapere della morte di Spencer e si calma solo dopo avere ottenuto una spiegazione dell'accaduto da parte di Negan. Mentre quest'ultimo carica metà delle provviste raccolte da Rick, l'ex agente corre da Andrea e le impone di recarsi il più in fretta possibile alla torre campanaria dove si apposta per fare la sentinella. Mentre il gruppo di Salvatori lascia Alexandria Andrea uccide con un colpo l'autista del loro camion. Sembra che Negan stia per avere la peggio quando Rick e i suoi vengono disarmati da colpi di fucile. Il leader di Alexandria ha fatto male i conti: Negan e gli altri Salvatori che avevano raccolto le provviste all'interno delle mura erano privi di armi da fuoco, ma l'uomo può sempre contare su una squadra di supporto che porta sempre con sé e che aveva fatto appostare nei dintorni di Alexandria. Jesus e Aaron, che nel frattempo si stavano recando presso un avamposto dei Salvatori, notano che questo è completamente deserto; Jesus riesce a intuirne il motivo. Mentre Rick e Negan lottano a mani nude Carl da dietro le mura di Alexandria spara e per sbaglio colpisce Lucille. L'uomo, morbosamente affezionato alla sua arma, pretende che il ragazzino venga gettato al di fuori delle mura in modo che possa ucciderlo di persona. Negan non ottiene quello che chiede e nel frattempo Andrea lotta contro uno dei Salvatori nella torre. Ancora una volta Negan ripete che non può uccidere Rick, ne farebbe un martire; si accinge quindi a sterminare coloro che hanno assaltato il suo camion e che sono rimasti fuori dalle mura. L'arrivo di Jesus, Ezekiel e gli altri riesce a mettere i Salvatori in fuga. Dopo avere appurato che Andrea è ancora viva Rick e gli altri si ritirano tra le mura di Alexandria. I feriti ricevono le opportune cure, dopodiché Rick svela a Carl che entro un paio di giorni colpiranno Negan e i suoi uomini, ma il ragazzino dovrà rimanere ad Alexandria. Jesus fa notare a Rick come, seppure il suo colpo di testa abbia messo in pericolo tutti, egli sia il motore di tutto. Senza di lui nessuno si sarebbe sollevato contro Negan. |               |                       |                       |
| 19 | Edizione italiana Robert Kirkman, The Walking Dead, vol. 19: In marcia verso la guerra, disegni di Charlie Adlard e Cliff Rathburn, SaldaPress, 2014, p. 144, ISBN 978-88-88435-85-5. |               |                       |                       |
| 20 | THE WALKING DEAD VOL.20: GUERRA TOTALE - PARTE 1 (THE WALKING DEAD VOL.20: ALL OUT WAR - PART ONE) | 115÷120       | marzo 2014            | luglio 2014           |
| 20 | Trama Dopo avere effettuato gli ultimi preparativi Rick e gli alleati si recano al covo di Negan e gli intimano di arrendersi, ma quest'ultimo rifiuta. Ha inizio una sparatoria e Rick ottiene quello che vuole: il baccano attira abbastanza vaganti da intrappolare Negan e i suoi uomini nella fabbrica. L'ex poliziotto sta per mettere in atto la seconda parte del piano, ovvero sfondare la recinzione con un'auto in modo che i non morti circondino l'edificio, quando Holly con la forza gli sottrae la vettura e si schianta da sola contro una parete della fabbrica, sopravvive e viene fatta prigioniera da Negan. Rick e gli altri si ritirano lontano dal luogo dell'assedio. Nel frattempo Negan, convinto di avere catturato la donna di Rick (Andrea), viene smentito dalla stessa Holly, non ha in mano nulla che possa cambiare in proprio favore le sorti della battaglia. Grimes divide la propria "armata" in tre gruppi: il primo guidato da Michonne farà ritorno ad Alexandria come supporto in caso di un attacco repentino di Negan; il secondo e il terzo, capitanati rispettivamente da lui ed Ezekiel, si separeranno e attaccheranno due avamposti, approfittando dell'isolamento dal loro "quartier generale". All'esterno della fabbrica Negan e pochi altri tentano di eliminare i vaganti un po' per volta, ma il loro sovrannumero li costringe alla ritirata all'interno dell'impianto. Michonne e il suo gruppo giungono ad Alexandria, Rick e i suoi riescono nel loro intento di abbattere un avamposto, mentre un destino opposto attende il gruppo di Ezekiel, il quale viene decimato. Rick fa ritorno assieme ai suoi compagni ad Alexandria; fa appena in tempo ad apprendere del fallimento di Ezekiel quando Negan attacca il posto. L'uomo dichiara che vuole solamente parlare, e come prova di ciò restituisce loro Holly con le mani legate e il volto coperto, ma in realtà la donna è divenuta uno zombie e appena le viene tolto il sacco dalla testa attacca e morde Denise, il medico della comunità. I Salvatori attaccano: Alexandria viene flagellata dalle granate degli uomini di Negan, Heath viene raggiunto da un'esplosione e perde una gamba. Denise rifiuta di farsi amputare il braccio che le è stato morso, preferisce sacrificarsi e tenere entrambi gli arti superiori per salvare Heath. Dwight approfitta del caos per uccidere qualche uomo di Negan. Rick, Andrea e Carl vengono scaraventati a terra da un'esplosione; temendo per la salute del figlio l'uomo lo porta di corsa in infermeria. Fuori dalle mura Maggie e altre persone di Hilltop costringono i Salvatori alla ritirata, dopodiché entrano ad Alexandria e la ragazza ha modo di incontrarsi con Rick. Maggie è divenuta la leader di Hilltop a seguito di un diverbio avuto con Gregory. L'uomo aveva tentato di salvare la propria comunità sottomettendosi a Negan e ordinando a quei pochi membri che avevano preso parte alla guerra di ritirarsi, pena l'espulsione da Hilltop. Ma Maggie è riuscita a portare alla luce la verità: a Gregory interessava solo salvare sé stesso. Rick perde i sensi sotto gli occhi di Maggie e Andrea. |               |                       |                       |
| 20 | Note - In fondo al volume è riportata un'intervista fatta a Stefano Gaudiano, presa dal sesto numero di The Walking Dead Magazine. Infatti dal numero 115 (il quale apre questo primo volume dedicato alla saga Guerra Totale) Stefano Gaudiano si è unito al team di creazione del fumetto, andando a rimpiazzare Charlie Adlard nel processo di inchiostrazione delle tavole, in quanto la cadenza statunitense dei fumetti regolari è passata da mensile a quindicinale proprio con l'uscita del sopracitato numero. |               |                       |                       |
| 20 | Edizione italiana Robert Kirkman, The Walking Dead, vol. 20: Guerra Totale parte 1, disegni di Charlie Adlard, Cliff Rathburn e Stefano Gaudiano, SaldaPress, 2014, p. 144, ISBN 978-88-88435-90-9. |               |                       |                       |
| 21 | THE WALKING DEAD VOL.21: GUERRA TOTALE - PARTE 2 (THE WALKING DEAD VOL.21: ALL OUT WAR - PART TWO) | 121÷126       | luglio 2014           | novembre 2014         |
| 21 | Trama Eugene e gli altri lavoratori rimangono bloccati nella fabbrica di munizioni. Vengono notati e rapiti da Negan e i Salvatori. Rick si riprende grazie alle cure del dottor Carson. Visti gli ingenti danni subiti da Alexandria Rick prende la decisione di lasciare il posto assieme alla propria comunità e quella di Ezekiel per rifugiarsi ad Hilltop. Jesus gli riferisce della sparizione di Eugene; Grimes dichiara che non possono fare nulla al momento, inoltre Negan non lo ucciderà perché il suo talento è troppo utile. Nel frattempo Denise muore. Negan avverte Eugene che se non cambierà bandiera verrà mutilato e vedrà le persone a cui tiene morire una dopo l'altra, ma l'uomo non cambia idea. Dwight ha modo di rivelare a Eugene la sua copertura, ma Carson, uno degli uomini di Negan, lo scopre. Anche lui, tuttavia, vuole disfarsi del suo leader e tornare a Hilltop da suo fratello. Il giorno seguente a Hilltop giunge anche la comunità del Regno; adesso tutte e tre le forze alleate sono riunite nello stesso posto. Verso il tramonto i Salvatori attaccano e molti alleati muoiono o vengono feriti, tra cui Rick stesso, il quale riceve un dardo di Dwight nel fianco. Nel frattempo Eugene, le altre persone rapite dalla fabbrica di proiettili, Carson e altre due persone del gruppo di Negan fuggono dal Santuario (quartier generale di Negan), approfittando della quasi totale assenza dei Salvatori dal luogo. Le tenebre costringono i Salvatori alla ritirata, per il momento. La mattina successiva tra i feriti di Hilltop si verificano strani casi di febbre apparentemente inspiegabile. Il mistero viene quasi subito svelato da un coltello ritrovato da Jesus: i Salvatori hanno chiaramente infettato le proprie armi sfregandole contro gli zombie, in modo da condannare a morte anche solo chi fosse stato graffiato da esse. Tuttavia Rick non presenta segni di infezione: Dwight non li ha traditi. Eugene e gli altri riescono a entrare a Hilltop con un furgone pieno di munizioni prelevate dalla fabbrica. Rick ordina a un piccolo gruppo guidato da Jesus, Michonne ed Ezekiel di lasciare Hilltop e posizionarsi in modo da sorprendere i Salvatori quando lo scontro riprenderà: questo li costringerà a combattere su due fronti. Poco dopo qualche sparo di Negan fuori dalle mura li avvisa del ritorno del nemico: egli è convinto che Rick sia morto e si aspetta una resa incondizionata delle forze alleate. Con sua grande sorpresa Rick in persona lo raggiunge e i due hanno modo di parlare a quattr'occhi. Il leader di Alexandria riesce a fare riflettere Negan con poche frasi: non serve ammazzarsi quando si ha il mondo intero a disposizione, è stupido uccidere quando un nemico già lo hanno, ed eliminandosi a vicenda non fanno altro che renderlo più forte. Invece di estorcere alle altre comunità ciò di cui la sua ha bisogno, Negan potrebbe fare come loro: rendersi utile o produrre qualcosa e poi ottenere dagli altri ciò di cui necessita tramite scambio. Unendo tutte e quattro le comunità potrebbero veramente ricostruire la civiltà, non identica in tutto e per tutto a quella pre-apocalisse, ma per certi aspetti migliore. Negan comincia a capire e condividere la visione di Rick sul possibile futuro se solo unissero le loro forze, quando Rick improvvisamente lo colpisce alla gola con un coltello. Grimes dichiara agli altri Salvatori che all'interno delle mura di Hilltop hanno un medico che potrebbe salvargli la vita, ma in cambio loro dovranno ritirarsi e nominare un altro leader. Negan, ancora vivo, lo atterra e i due combattono a mani nude. Il gruppo di Jesus interviene e combatte contro i Salvatori; Negan spezza una gamba a Rick e poco prima che Andrea gli spari perde i sensi e si accascia a terra. Dwight afferra Lucille e la solleva in aria, dichiara ai Salvatori che se vogliono sopravvivere dovranno seguire il suo volere. Non devono più temere Negan e le sue regole, per questo ordina loro di tornare a casa. Rick e Negan ricevono soccorso dal dottor Carson. Rick, con disappunto di Andrea e Carl, tiene un discorso in cui dichiara che Negan non verrà ucciso: è un passo che va fatto se si vuole tornare a essere civili. Tuttavia Rick decreta che Negan venga incarcerato a vita. |               |                       |                       |
| 21 | Edizione italiana Robert Kirkman, The Walking Dead, vol. 21: Guerra Totale parte 2, disegni di Charlie Adlard, Cliff Rathburn e Stefano Gaudiano, SaldaPress, 2014, p. 144, ISBN 978-88-6919-006-3. |               |                       |                       |
| 22 | THE WALKING DEAD VOL.22: UN NUOVO INIZIO (THE WALKING DEAD VOL.22:A NEW BEGINNING) | 127÷132       | novembre 2014         | aprile 2015           |
| 22 | Trama Sono passati due anni dal conflitto con i Salvatori; Rick è a capo di un'Alexandria molto rigogliosa, produttiva, preparata verso la costante minaccia zombie e sempre alla ricerca di sopravvissuti da aggiungere alla propria comunità. Durante una regolare procedura di spostamento di un gregge di vaganti effettuata da Jesus e altri incaricati a cavallo un gruppo di sopravvissuti viene attaccato dagli zombie e uno dei loro membri soccombe. I superstiti superano una prima ispezione da parte di Jesus, e nonostante essi nutrano qualche sospetto lo seguono fino ad Alexandria, dove incontrano Rick. Il gruppo è composto da cinque persone: Magna, la leader, Kelly, Luke, Connie e Yumiko. Magna non accoglie con gioia l'idea di rimanere senza armi per qualche settimana, nemmeno se questo è giustificato come misura di sicurezza da Rick. In questi due anni Carl è cresciuto e recentemente è riuscito a ottenere dal padre il permesso di andare a vivere a Hilltop e divenire apprendista di Earl Sutton, il fabbro locale. Si confida spesso con Negan presso la prigione di Alexandria, e a dispetto di quello che pensa quest'ultimo Carl lo ucciderebbe comunque se ne avesse l'occasione. Rick incrocia Magna, che non era a conoscenza che ci fosse una prigione in Alexandria, e il fatto che ci sia un ergastolano non fa altro che aumentare i sospetti in lei su quella comunità "troppo perfetta" per essere vera. I due Grimes lasciano Alexandria diretti ad Hilltop. Durante il viaggio vengono sorpresi da un gruppetto di vaganti; Rick non riesce a eliminarli a causa delle proprie menomazioni fisiche, costringendo Carl a intervenire. Sopraggiunge uno degli uomini a cavallo incaricati di occuparsi della sicurezza di quel tratto di strada, segmento dell'unico percorso commerciale sicuro che collega le varie comunità. Rick non accetta scuse dall'uomo e letteralmente lo percuote con il bastone che usa per camminare da quando Negan lo ha azzoppato. L'addetto alla sicurezza non riporta danni fisici per via della tuta antisommossa di cui è dotato, tuttavia Rick farà rapporto alla comunità a cui l'uomo appartiene. Quella notte Magna e compagni entrano nella prigione e trovano Negan. Non credendo alle menzogne che racconta loro essi lo abbandonano e lasciano l'edificio. Il giorno successivo i Grimes raggiungono Hilltop, dove vengono accolti da Maggie, ormai divenuta madre di Hershel, un bimbo di due anni. Sono molte le persone che fermano Rick anche solo per stringergli la mano, ancora memori di ciò che l'uomo fece due anni addietro. Un uomo viene ricoverato d'urgenza: si tratta di Marco, uno degli esploratori di Hilltop. Dalle condizioni in cui versa è certo che sono giorni che non mangia. L'uomo riprende i sensi e si ricorda di avere abbandonato Ken: i due erano usciti in esplorazione ma si erano addentrati in una zona non sicura, vennero sopraffatti dagli zombie e persero i cavalli. Riuscirono a sottrarsi per miracolo ai vanganti, ma furono costretti a nascondersi in una fossa, una posizione molto pericolosa data la vicinanza tra loro e i non morti. Marco si tappa le orecchie: ricorda distintamente di averli sentiti sussurrare tra di loro. Asserisce che i morti sappiano parlare. Carson lo mette a riposo forzato e Maggie ordina che una squadra si metta immediatamente alla ricerca di Ken. Seguendo le indicazioni fornite da Marco il team di ricerca formato da tre uomini trova il granaio dove costui si era rifugiato assieme a Ken. Diversi vaganti costringono il team a mettersi in formazione d'attacco e quasi tutti i vaganti vengono sistematicamente uccisi. Due membri del team vengono trucidati da due zombie armati di lame, i quali durante lo scontro sussurrano frasi di senso compiuto. Dante è l'unico a rimanere vivo e riesce nell'impresa di eliminarli entrambi, dopodiché con orrore scopre che in verità altro non erano che persone normali travestitesi da vaganti con tanto di maschera con cuciture. Dante viene sorpreso da un altro di essi armato di fucile. |               |                       |                       |
| 22 | Note - Il primo issue che compone questo volume, il 127 per l'esattezza, ha circa il doppio delle pagine di un numero consueto. Questo, assieme all'anteprima del primo numero di Outcast, vanno ad aumentare di quasi trenta unità la quantità di pagine di suddetto volume. |               |                       |                       |
| 22 | Edizione italiana Robert Kirkman, The Walking Dead, vol. 22: Un nuovo inizio, disegni di Charlie Adlard, Cliff Rathburn e Stefano Gaudiano, SaldaPress, 2015, p. 172, ISBN 978-88-6919-030-8. |               |                       |                       |
| 23 | THE WALKING DEAD VOL.23: DAI SUSSURRI ALLE GRIDA (THE WALKING DEAD VOL.23: WHISPERS INTO SCREAMS) | 133÷138       | maggio 2015           | ottobre 2015          |
| 23 | Trama Rick lascia Hilltop. Il gruppo di Magna si è inserito bene ad Alexandria; Eugene scopre che Rosita è incinta di un altro uomo, ma accetta comunque come suo il figlio che nascerà. Durante un giro di controllo Jesus e altri uomini a cavallo si incontrano con Darius, uno degli scout di Alexandria, e vengono a sapere che uno dei suoi compagni manca all'appello da mezza giornata. Jesus e gli altri, preoccupati, perlustrano la zona circostante alla sua ricerca. Finiscono per sconfinare in una parte a loro sconosciuta, dove vengono attaccati da alcuni vaganti tra i quali si celano umani mascherati da zombie. Darius viene ferito e cade da cavallo; gli altri a eccezione di Jesus, vengono uccisi a coltellate. Quest'ultimo riesce a ribaltare la situazione a suo favore, salvando Darius e catturando una ragazza mascherata. Mentre Carl parla con Sofia a Hilltop una coppia di bulli li attacca: Sofia viene gravemente pestata, così Carl furibondo massacra entrambi con un badile. Sopraggiungono Jesus, Darius e la prigioniera. Il secondo, assieme a Sophia, viene condotto dal dottor Carson, entrambi privi di sensi. In infermeria giungono anche i due ragazzini quasi picchiati a morte da Carl, portati d'urgenza dai rispettivi genitori. Essi hanno creduto alle parole dei figli, ovvero che è stata Sophia ad attaccarli per prima, danno inizio a una furibonda lite con Carl e Maggie. La leader di Alexandria accompagna il giovane Grimes nella prigione di Hilltop, dandogli una punizione per fare calmare le acque e per tenere Carl al sicuro da quei genitori ma soprattutto per rispettare ciò per cui Rick ha lottato. Carl è andato vicino a uccidere i due bulli e ciò contrasta con quello che vuole suo padre. In una delle celle vicine alla sua Jesus sta interrogando Lydia, la prigioniera mascherata, ma a parte estorcerle il nome, l'età e il prevedibile motivo per cui la sua gente si traveste da zombie non ottiene altro. Lydia e Carl, in assenza di Jesus, hanno modo di parlare molto e conoscersi. La sedicenne si dimostra una semplice ragazzina nonostante faccia parte di un gruppo che è ricorso alla simbiosi con i non morti come misura estrema di sopravvivenza. Ha paura che la uccideranno, ma Carl la tranquillizza e le promette che la farà scarcerare. Intanto Sophia riprende coscienza e conferma la versione dei fatti raccontata da Carl, quindi viene liberato da Maggie. I genitori dei due attaccabrighe cospirano con Gregory per eliminare sia Maggie che Carl, ritenendoli entrambi pericolosi per Hilltop. Jesus e Maggie scoprono l'amicizia tra Carl e Lydia: il figlio di Rick è arrivato al punto di donarle il cappello del padre come portafortuna. La leader di Hilltop acconsente alla scarcerazione della ragazzina a patto che Carl la segua costantemente e sia responsabile per essa. Con un tranello Gregory invita Maggie nella sua abitazione e la avvelena; Jesus li scopre e arresta l'uomo, tuttavia Maggie non muore. Nel frattempo Carl e Lydia hanno un rapporto sessuale. Gregory viene incarcerato; Lydia confessa a Carl che il loro è stato il suo primo rapporto consenziente, poiché nel suo gruppo hanno smesso di credere in cose come l'infanzia e lo stupro. Davanti ai cancelli di Hilltop si palesa Alpha, la donna leader dei mascherati assieme a un discreto numero di uomini, per contrattare uno scambio di prigionieri. In cambio di Lydia, sua figlia, Maggie riavrà indietro Dante e Ken. Alpha promette che se non ci saranno altri sconfinamenti da parte degli uomini di Hilltop ci sarà la convivenza pacifica tra le loro comunità. Lydia viene portata fuori da Hilltop, sebbene sia lei che Carl siano contrari. Lo scambio avviene senza problemi di sorta ma Carl litiga furiosamente con Maggie. Il dottor Carson verifica che sia Dante sia Ken hanno ricevuto le cure appropriate da quella gente. I due uomini appena liberati non sanno nulla di quelle persone: sono sempre stati tenuti in una tenda, ma dai rumori che hanno sentito potrebbero essere migliaia. Senza avvisare nessuno Carl lascia Hilltop e va all'inseguimento di Lydia. |               |                       |                       |
| 23 | Note - Alla fine del numero sono presenti un'intervista a Chiara Poli e al suo saggio dedicato alla serie tv di The Walking Dead, anch'esso pubblicato da Saldapress, e un approfondimento sullo spin off Fear the Walking Dead. |               |                       |                       |
| 23 | Edizione italiana Robert Kirkman, The Walking Dead, vol. 23: Dai sussurri alle grida, disegni di Charlie Adlard, Cliff Rathburn e Stefano Gaudiano, SaldaPress, 2015, p. 144, ISBN 978-88-6919-042-1. |               |                       |                       |
| 24 | THE WALKING DEAD VOL.24: VITA E MORTE (THE WALKING DEAD VOL.24: LIFE AND DEATH) | 139÷144       | agosto 2015           | aprile 2016           |
| 24 | Trama Rick raggiunge Ezekiel a un porto dove hanno appuntamento con Michonne; nel frattempo, ad Hilltop, Jesus rivela a Maggie che Carl è scappato per correre dietro a Lydia. Dante viene inviato a ritrovarlo. Il ragazzo viene trovato dalla gente di Lydia nel bosco, la quale lo invita tranquillamente a seguirla. Nel frattempo Michonne e il resto della ciurma arrivano al porto; dalle conversazioni che ne seguono si evince che Ezekiel e Michonne si amano, ma lei tempo addietro è fuggita dal Regno senza dire niente a nessuno. La cercarono a lungo e molte persone rischiarono la vita per trovarla, e fortunatamente nessuno morì. Michonne stessa rivela che se ne andò perché ha sempre in mente le sue due figlie. Prima della fine dell'umanità lei e suo marito Dominic si lasciarono; lei, per il bene delle figlie, decise di lasciarle dove vivevano e trasferirsi vicino allo studio dove lavorava, dall'altra parte della città. Quando arrivarono gli zombie non fece in tempo a raggiungerle prima che sparissero. È convinta siano morte e non si perdona per non avere potuto quantomeno dire loro addio. Per questo lasciò il Regno ed Ezekiel: Michonne pensa di non meritare una vita felice. Dante torna a Hilltop e informa Jesus e Maggie che non è riuscito a trovare Carl e non ha voluto addentrarsi nel territorio della gente di Lydia per non rischiare. Dopodiché Maggie decide, non vedendo alternative, di uccidere Gregory, in quanto egli ha ancora persone dalla sua parte a Hilltop e potrebbe ancora tentare di ucciderla. Ad Alexandria Olivia e Andrea si occupano di radere e lavare Negan, ma alla fine dell'operazione chiudono male la porta della cella, così Negan si ritrova da solo e con la possibilità di fuggire. Rick, Michonne e gli altri tornano ad Alexandria dove i Salvatori li attendono. Dwight, leader del Santuario, rivela a Rick che non vuole più essere il capo di quella comunità perché è convinto di non essere all'altezza. Rick gli suggerisce di indire le elezioni, poi, come abitudine dopo ogni viaggio, si reca alla cella di Negan. L'uomo è tranquillo, seduto nella sua cella con la porta aperta. Rick va in escandescenze: il carcerato asserisce di non essersi mosso perché vuole costruire un rapporto di fiducia con lui. Rick adirato gli risponde che non ci sarà mai una cosa del genere e mentre lascia la prigione Negan gli urla contro che non è migliore degli altri solo perché non l'ha ucciso: come lui e tutti quanti ha dovuto compiere atrocità per fare sopravvivere sé stesso e chi lo circonda. Mentre Rosita annuncia alla comunità che avrà un bambino con Eugene Rick prende Olivia da parte e le menziona la porta aperta. Andrea nota che la donna se ne va in lacrime, Rick in privato rivela ad Andrea cosa è successo. La donna, proprio come Carl, vorrebbe vedere Negan morto e non comprende perché Rick non l'abbia ancora ucciso. L'uomo le risponde che lui è un leader, una persona che deve dimostrare di avere abilità, alla quale la gente deve guardare con stima. Non deve compiere la scelta facile, ma quella giusta. Per avere un mondo civile bisogna non uccidere, altrimenti torneranno a essere com'erano una volta: a uccidere per sopravvivere. Gregory viene appeso a un albero a Hilltop. Maggie tiene un breve discorso dove dichiara di averlo fatto perché non aveva alternative e si aspetta di avere la collaborazione di tutti da ora in avanti (anche di chi preferiva Gregory al comando) proprio per evitare altre esecuzioni. Ad Alexandria comincia la fiera, evento per cui hanno lavorato settimane (se non mesi) per organizzare tutto. Persone da tutte le comunità raggiungono il posto per visitarlo, compresi Maggie e la sua famiglia. La donna rivela a Rick della fuga di Carl; l'uomo si arrabbia ma si calma quando sente che Gregory ha attentato alla vita di Maggie. I due leader organizzano una spedizione guidata da Dante, che conosce bene quei territori, a cui aderiscono anche Andrea e Michonne. Nel frattempo si vede Alpha aggirarsi per le bancarelle della fiera, vestita come una persona comune. Il gruppo di Rick viene fermato da diversi uomini di Alpha e viene intimato all'uomo di seguirlo mentre gli altri devono rimanere lì. Rick viene portato all'accampamento dove era stato condotto Carl: il ragazzo non vuole andarsene senza Lydia. La ragazza è l'unica persona che conosca che quando lo guarda non assume un'espressione disgustata per via del suo occhio mancante. Sopraggiunge Alpha con un machete insanguinato; Rick, temendo per Michonne e Andrea, la minaccia, ma per tutta risposta viene colpito al viso. Alpha gli ordina di seguirla; la donna lo fa camminare tenendogli puntata una canna di fucile alla schiena fino a quando entrambi, soli, raggiungono un edificio. Dopo essere saliti sul tetto gli mostra una gigantesca orda racchiusa tra degli edifici. Sono sotto il suo controllo: ha degli uomini infiltrati in essa che guidano il gregge. Alpha informa che da Rick non vuole nulla se non che li lascino in pace. Ha visto la sua comunità e la ritiene una puerile messinscena. Lavorano duro per cercare di tornare a una civiltà dalla libertà limitata, dove dovevi lavorare tutto il giorno per potere tornare a casa e sorbirti le menzogne dette da una scatola elettronica. Alpha e i suoi Sussurratori invece, hanno abbracciato una filosofia di vita contraria, quella originale. L'uomo era e rimane un animale che non necessita di null'altro che della libertà e di un leader, un "alpha" appunto. Rick e Alpha tornano all'accampamento; il primo vuole portare via di peso il figlio, ma quando quest'ultimo lo informa delle violenze carnali a cui viene sottoposta Lydia Rick trasale. Alpha risponde che cose come il dolore e le emozioni non devono prevalere sull'evoluzione, chi si sofferma troppo su quel genere di cose è un debole. Alpha, piangendo, informa Lydia che non appartiene alla sua comunità, è una debole a cui piacciono le maniere di un tempo, e quindi chiede a Rick di portarla con sé, dove potrà stare al sicuro. Mentre il gruppo se ne va la donna li informa che ha tracciato un confine che non dovranno mai superare, altrimenti scatenerà l'orda che ha mostrato a Rick poco prima. Sulla strada del ritorno vedono alcuni bastoni in lontananza: Alpha ha letteralmente tracciato il confine con numerosi paletti su cui ha disposto le teste delle persone che ha decapitato alla fiera con il suo machete, approfittandosi magari di un momento in cui erano rimaste sole. Con orrore Rick ha modo di vedere che tra i decapitati ci sono Ezekiel, Rosita, il fratello minore del dottor Carson, Olivia e Luke (uno del gruppo di Magna). |               |                       |                       |
| 24 | Note - Alla fine del volume sono presenti un annuncio riguardante il volume dedicato alle origini di Negan e il videogioco di TellTale dedicato appunto a ciò che accadde a Michonne dopo che lasciò il Regno. |               |                       |                       |
| 24 | Edizione italiana Robert Kirkman, The Walking Dead, vol. 24: Vita e morte, disegni di Charlie Adlard, Cliff Rathburn e Stefano Gaudiano, SaldaPress, 2015, p. 144, ISBN 978-88-6919-074-2. |               |                       |                       |
| 25 | THE WALKING DEAD VOL.25: NON SI TORNA INDIETRO (THE WALKING DEAD VOL.25: NO TURNING BACK) | 145÷150       | marzo 2016            | settembre 2016        |
| 25 | Trama Rick e i suoi compagni si occupano di rimuovere le teste zombificate dei propri amici e conoscenti e Michonne per poco non uccide Lydia dalla rabbia. Decidono di seppellire le teste, mentre i corpi, a detta di Lydia, sono stati presi dai Sussurratori per essere spellati. Tornati ad Alexandria Rick annuncia l'accaduto a tutti i presenti e le conseguenze sono ovvie. Tutti vogliono vendetta, ma Rick fornisce la medesima risposta a tutti: non possono correre a compiere il massacro in un territorio sconosciuto contro un nemico potenzialmente pericoloso. Metterebbero a rischio tutto ciò che hanno costruito negli anni. Una delle persone desiderose di vendetta menziona il fatto che probabilmente Maggie gestirebbe la cosa in modo migliore. Successivamente Rick, Maggie, Jesus e Dante si ritrovano per discutere, e il primo riesce a fare confessare alla donna che fine ha fatto fare a Gregory. Rick si infuria e finisce per aggredire la leader di Hilltop; Jesus e Dante intervengono a fermarlo, ma Maggie è più che sufficiente a mandarlo al tappeto e malmenarlo. Quando si rende conto di avere fatto del male a un disabile Maggie si ferma. Lei e Rick si scambiano le scuse. Nel resto della giornata, grazie a diversi indizi e suggerimenti, Rick e Andrea capiscono che non è saggio tenere Lydia ad Alexandria, perché troppe persone cercano vendetta. Quindi la notte stessa Andrea prende la ragazza e Carl e i tre si recano ad Hilltop. La stessa notte Rick sorprende Michonne mentre si intrufola in casa. Rick e Michonne conversano e l'uomo riesce a farle, in parte, superare la perdita di Ezekiel. Durante il viaggio il gruppo di Andrea si ferma, perché Lydia è spaventata: pensava di essere al sicuro ad Alexandria, invece adesso le dicono che la stanno portando via perché è in pericolo. Andrea le rivela che è a causa di sua madre e di tutte le perdite che ha causato. Alpha, nascosta in un bosco vicino, ha modo di ascoltare tutto e si mette a piangere. Un suo compagno la vede, la conforta e poi le raccomanda di non fare sapere a nessuno che ha pianto, altrimenti la sfideranno per il ruolo di leader. La donna uccide l'uomo proprio per evitarlo. Rick raduna le persone presenti ad Alexandria per informare tutti che procederanno con cautela riguardo ai Sussurratori: hanno bisogno di conoscere quantomeno il loro numero prima di sferrare un attacco. Questo, più il fatto che Lydia è scomparsa, scatena la rabbia delle persone e ha inizio una rissa che vede coinvolti tutti, anche Rick e Maggie. Il leader di Alexandria riporta l'ordine con un colpo di pistola. La sera stessa si reca alla cella di Negan per avere una sua "opinione" sulla situazione. Negan gli consiglia di approfittare del nemico comune per unire tutti e di conseguenza affermare la propria leadership. Rick, accettato il consiglio, si incontra con Eugene e gli rivela il suo piano: creare una milizia per la loro rete di comunità. Questo non solo servirà a difenderle ma anche a calmare le acque, in quanto distrarrà chi vuole vendetta. Eugene si dovrà occupare delle munizioni. Nel frattempo, al Santuario, Dwight lascia la carica di leadership e la comunità stessa a causa dell'ultimo tradimento della moglie. Una donna di nome Laura, infatuata di Dwight, lascia i Salvatori assieme a lui. Rick lascia la casa di Eugene e viene aggredito per strada: gli aggressori sono due padri di famiglia che hanno perso entrambi un parente per mano di Alpha (uno di loro cospirò con Gregory per uccidere Maggie). Uno dei due, Vincent, cerca di fermare l'altro quando quest'ultimo tenta di uccidere Rick (si erano messi d'accordo per spaventarlo e basta, e spingerlo ad attaccare i Sussurratori subito). L'uomo, per salvarsi, addenta la gola del suo aggressore e lo uccide, poi perde i sensi mentre Vincent fugge. La mattina seguente Maggie trova Rick in terra; l'uomo viene soccorso e riprende i sensi, dopodiché manda Michonne a inseguire Vincent a cavallo. Seguendo la linea di pensiero di Negan Rick indice un meeting con tutte le persone presenti ad Alexandria. Sfrutta il fatto di essere ferito e malconcio a proprio favore, rivela l'aggressione per mano di due persone dei loro e il suo volere creare una milizia. Sopraggiungono Dwight, Laura e Michonne con Vincent prigioniero. Rick si fa portare il fuggitivo sul palco, e con gesto teatrale lo risparmia, "perché tutti noi siamo al sicuro se collaboriamo, eppure ieri sera sono stato aggredito da due dei nostri". Rick dichiara che non vuole tornare al passato, quando per sopravvivere non si faceva altro che uccidere. Fare anche solo un passo falso sottovalutando il nemico, e rivoltarsi uno contro l'altro di sicuro porteranno alla distruzione di tutto ciò che hanno creato e li riporterà a quei tempi. Rick viene acclamato da tutti i presenti. |               |                       |                       |
| 25 | Note |               |                       |                       |
| 25 | Edizione italiana Robert Kirkman, The Walking Dead, vol. 25: Non si torna indietro, disegni di Charlie Adlard, Cliff Rathburn e Stefano Gaudiano, SaldaPress, 2016, p. 144, ISBN 978-88-6919-209-8. |               |                       |                       |
| 26 | THE WALKING DEAD VOL.26: CHIAMATA ALLE ARMI (THE WALKING DEAD VOL.26: CALL TO ARMS) | 151÷156       | settembre 2016        | marzo 2017            |
| 26 | Trama Ha inizio l'addestramento del corpo militare voluto da Rick. Presto le esercitazioni su campo dimostrano come per certe cose, a causa delle proprie disabilità motorie, il leader debba lasciare il timone a Dwight, chiaramente addestrato in ambito militare. Una volta rientrati tra le mura di Alexandria Rick invita Michonne a divenire la leader del Regno, dopodiché viene aggredito da Brandon, uno dei bulli che ferì gravemente Sophia a Hilltop. Il ragazzino è in cerca di vendetta: l'uomo che Rick ha ucciso a morsi era suo padre, il quale fu anche uno dei cospiratori che attentò alla vita di Maggie. Rick lo lascia sfogare su di sé, infine riesce ad atterrarlo e lo risparmia con la promessa che lo terrà in libertà vigilata. Tuttavia egli non appena ha l'occasione libera Negan e fugge con lui, mischiandosi con il gruppo di Maggie che sta lasciando Alexandria dopo la conclusione della fiera. Non passa molto tempo affinché qualcuno se ne accorga; Rick viene informato e insieme a Michonne e Aaron intuisce dove i due si stanno recando. Michonne e Aaron percorrono la strada principale e riescono a trovare le loro tracce dove si sono separati dal gruppo di Maggie; nel frattempo Negan uccide Brandon. Il ragazzino voleva vendicarsi per la morte del padre, ma anche per quella della madre, avvenuta per mano di Alpha, per questo ha liberato Negan. Desiderava recarsi con un alleato dai Sussurratori per avvertirli della creazione dell'esercito di Rick, nella speranza che le due comunità si sarebbero poi distrutte a vicenda. Negan supera il confine tracciato da Alpha ed entra nel territorio dei Sussurratori; è ormai il tramonto quando viene intercettato da alcuni di essi, accompagnati da un colosso di nome Beta. Negan riesce a convincerli ad ammetterlo nel loro gruppo e viene così accompagnato al loro accampamento. Andrea torna ad Alexandria, trova Rick ferito per il pestaggio per mano di Brandon e scopre dei disordini dovuti alla propaganda anti-Sussurratori messa in piedi da Rick. Egli ha fatto dipingere alcune scritte sui muri interni di Alexandria, e da quando si è saputo dell'infiltrazione di Alfa durante la fiera c'è inquietudine, al punto che un abitante spara a un uomo venuto da Hilltop solo perché non lo aveva mai visto prima. Rick si rende conto del problema ma non elimina le scritte, vuole che l'odio e la rabbia della gente si focalizzino sul nemico, non su di lui. Dopo avere trovato il cadavere di Brandon Michonne e Aaron raggiungono il punto in cui Negan si è unito ai Sussurratori. Proprio come Negan anche loro vengono accolti dal solito gruppo capitanato da Beta, al quale non interessa la loro missione di recupero di un fuggitivo. Il colosso ferisce all'addome Aaron; Michonne si mette in mezzo ma viene messa alle strette e i due vengono salvati dal gruppo militare di Dwight, inviato in territorio nemico da Rick. Beta viene costretto alla fuga e per salvare Aaron Michonne è costretta a cavalcare il più rapidamente possibile verso Hilltop. All'accampamento principale dei Sussurratori Negan riesce a farsi accettare da Alhaa e in poco tempo dimostra di avere una forza e un istinto di sopravvivenza che al gruppo tanto piace, nonostante la disapprovazione di Beta. Con l'astuzia Negan riesce ad avvicinarsi ad Alpha, ancora emotivamente scossa dal distacco con la figlia, e approfittando di un momento in cui sono soli la decapita. |               |                       |                       |
| 26 | Note - Al termine del volume è presente l'intervista integrale a Charlie Adlard, presente a Lucca Comics 2016, effettuata da Sky Cinema. |               |                       |                       |
| 26 | Edizione italiana Robert Kirkman, The Walking Dead, vol. 26: Chiamata alle armi, disegni di Charlie Adlard, Cliff Rathburn e Stefano Gaudiano, SaldaPress, 2017, p. 144, ISBN 978-8869192661. |               |                       |                       |
| 27 | THE WALKING DEAD VOL.27: GUERRA AI SUSSURRATORI (THE WALKING DEAD VOL.27: WHISPERER WAR) | 157÷162       | marzo 2017            | ottobre 2017          |
| 27 | Trama Negan riesce a rientrare ad Alexandria e a consegnare il suo dono per Rick, la testa di Alpha. La cosa non smuove più di tanto il leader, questo però acconsente a tenere in libertà vigilata Negan, nello specifico in prima linea contro i Sussurratori. Dovesse sopravvivere gli consegnerà un avamposto dove vivrà solo. Ad Alexandria si preparano a ricevere l'attacco dei Sussurratori: dopo quello che ha fatto Negan è ormai inevitabile. Dwight e Rick pianificano di fermare il nemico e la sua orda fuori Alexandria, Magna e padre Gabriel (che si era unito come volontario) vengono messi di vedetta, ma quest'ultimo per uno sfortunato incidente perde la vita prima di potere avvisare Dwight e gli altri dell'arrivo dell'orda. Nel frattempo Rick ottiene l'appoggio di alcune delle altre comunità, ma a sua insaputa l'alleanza con talune di queste si sta facendo problematica. Se da Hilltop non ha alcun problema a ricevere altri soldati, lo stesso non si può dire per il Regno e il Santuario. Il primo vede un tale William in carico come leader, un uomo spaventato che va contro parte dell'opinione pubblica della sua comunità accettando di aiutare Rick, ma solo perché sa che se Alexandria dovesse cadere per mano dei Sussurratori il Regno subirà lo stesso destino. Con il Santuario la situazione è ancora peggiore: Sherry, l'ex moglie di Dwight, ha in mano il comando del posto, e non solo non presta alcun uomo ad Alexandria, ma è pronta a scendere in campo solo quando Alexandria si sarà disfatta dei Sussurratori, per "accaparrarsi ciò che rimane". Il piccolo esercito di Dwight, con il supporto degli uomini inviati da Hilltop guidati da Michonne e Jesus, affronta l'orda dei Sussurratori. Negan salva Dwight da Beta; in cambio gli viene restituita Lucille e l'uomo si scatena. Colpisce selvaggiamente Beta alla schiena con la propria amata arma, ma così facendo la distrugge. Beta riesce a scappare aiutato da alcuni alleati, ma perde i sensi per diverse ore. Nel frattempo Dwight deve vedersela con una seconda orda, e solo tramite un'attenta strategia riesce ad avere la meglio. Ciò che nessuno sa è che Beta ha inviato un'altra orda e altri Sussurratori ad attaccare Hilltop per riprendersi Lydia. Al calare delle tenebre l'orda attacca appiccando fuoco al posto usando frecce infuocate, ma grazie alle indicazioni di Dante e alla prontezza di riflessi di persone come Carl e Maggie Hilltop riporta poche perdite. Beta e i suoi uomini da lontano osservano la disfatta delle proprie truppe, ma Hilltop non ha ancora vinto. All'alba del giorno seguente Negan si distacca dalla propria amata Lucille, seppellendola e chiedendo scusa alla vera Lucille per avere dato il suo nome a una mazza da baseball. Dwight e compagni rientrano ad Alexandria, ma Rick capisce subito che ciò che hanno affrontato non era altro che una piccola parte della gigantesca orda che Alpha gli mostrò tempo fa. |               |                       |                       |
| 27 | Note - A fine volume viene annunciata la presenza dell'autore Robert Kirkman a Lucca Comics 2017. |               |                       |                       |
| 27 | Edizione italiana Robert Kirkman, The Walking Dead, vol. 27: Guerra ai Sussurratori, disegni di Charlie Adlard, Cliff Rathburn e Stefano Gaudiano, SaldaPress, 2017, p. 144, ISBN 978-8869192951. |               |                       |                       |
| 28 | THE WALKING DEAD VOL.28: UN DESTINO SEGNATO (THE WALKING DEAD VOL.28: A CERTAIN DOOM) | 163÷168       | ottobre 2017          | aprile 2018           |
| 28 | Trama I Salvatori osservano da distanza di sicurezza l'enorme gregge di zombie che sfonda il cancello d'ingresso e invade Alexandria. Dall'esterno Andrea, Eugene, Michonne, Maggie, Jesus e altri mettono in pratica i due anni di esperienza nel manovrare i greggi di zombie. Chi è all'interno è costretto a rifugiarsi negli edifici, Rick e Negan compresi, che finiscono per occupare la stessa abitazione. Con il passare delle ore e l'aiuto di Eugene riescono a fare uscire quasi tutti gli zombie da Alexandria e dirottarli verso la costa, dove vengono dati in pasto alle onde. Nel frattempo Negan costringe Rick a lasciarsi andare, a conversare con lui; Rick ha modo di conoscerlo meglio e di fidarsi maggiormente, tanto che i due si spalleggiano a vicenda mentre liberano i dintorni della casa. I Salvatori guidati da Sherry si palesano, catturano Dwight e Laura e li portano all'ingresso di Alexandria. Qui Sherry annuncia a Rick che non vogliono più fare parte della rete di comunità, e sono pronti ad attaccarli per affermarlo. Rick riesce a farli calmare e ad avere una discussione a quattr'occhi con la leader del Santuario. A nulla valgono le parole di Rick: Sherry è una donna frustrata da tutto ciò che ha dovuto sopportare per sopravvivere fino a questo punto. In Rick vede un altro dittatore, un altro Negan che vuole somministrare con la forza il proprio controllo. La sua opinione è rafforzata dal fatto che Negan era proprio al fianco di Rick quando i Salvatori sono arrivati. Rick mantiene il sangue freddo ma la cosa fa infuriare Sherry che lo schiaffeggia, estrae un coltello e cerca di ucciderlo. L'ex poliziotto è in svantaggio, ma sfortuna vuole che con un calcio le provochi la frattura del collo. Sopraggiunge Andrea che scopre l'accaduto e poi si accascia a terra, febbricitante. Mentre guidava il gregge con gli altri è stata morsa al collo per salvare Eugene. Andrea viene messa a letto; tutti coloro che la conoscono, Negan compreso, le fanno visita e le esprimono i propri apprezzamenti nei suoi riguardi. Rick è devastato da quest'ennesima perdita: Carl perde una seconda madre e non riesce nemmeno più a provare tristezza. Prima di andarsene Andrea pronuncia parole importanti per Rick, parole che lo spronano ad andare avanti per il bene di tutti e di tutto ciò che ha lottato per costruire, perché se lei può permettersi adesso il lusso di morire in pace nel proprio letto lo deve a lui. Quando Andrea si trasforma Rick è sull'orlo di lasciarsi mordere, ma all'ultimo secondo decide di eliminarla. La mattina seguente fuori dalla sua casa ci sono diverse persone ad aspettarlo e Rick casca ai piedi di Carl. Grazie alla presenza di tutti loro Rick riesce a rialzarsi e a rimettere in sesto Alexandria dopo l'assalto. Persino i Salvatori aiutano; nessuno sa che Sherry è morta, perché Dwight li ha convinti a cooperare spacciandolo per un ordine di Sherry. Rick non perde tempo e rivela loro cosa è accaduto. John è pronto a sparargli davanti a tutti, ma Negan si intromette. Con i propri modi fa rinsavire i Salvatori, fa loro capire che razza di persona fosse Sherry e chi è Rick Grimes. Negan porge le proprie condoglianze a Rick, dopodiché i Salvatori tornano al Santuario. Quella sera Rick, rimasto solo, decide di andare a riposare sulla fossa scavata per Andrea. |               |                       |                       |
| 28 | Note - La fine del volume contiene una nota di Kirkman, l'autore. Egli si scusa con i propri lettori per la morte di Andrea. La scrisse in aereo e gli venne spontanea, totalmente fuori programma ed è la morte che attualmente l'ha sconvolto di più. |               |                       |                       |
| 28 | Edizione italiana Robert Kirkman, The Walking Dead, vol. 28: Un destino segnato, disegni di Charlie Adlard, Cliff Rathburn e Stefano Gaudiano, SaldaPress, 2018, p. 168, ISBN 978-8869193712. |               |                       |                       |
| 29 | THE WALKING DEAD VOL.29: I LIMITI CHE SUPERIAMO (THE WALKING DEAD VOL.29: LINES WE CROSS) | 169÷174       | marzo 2018            | ottobre 2018          |
| 29 | Trama Poco prima della morte di Rosita Eugene si era messo al lavoro su una radio che è poi riuscito a rimettere in funzione. Durante la guerra con i Sussurratori è segretamente riuscito a mettersi in contatto con una donna di nome Stephanie, appartenente a una comunità che si trova in Ohio. Per motivi di fiducia i due si erano promessi che si sarebbero parlati unicamente tra loro, ma durante l'invasione di Alexandria da parte dell'enorme gregge manovrato dai Sussurratori uno degli abitanti è venuto a sapere della cosa e l'ha riferito a Rick. Alexandria deve ancora riprendersi dall'attacco: l'aiuto di un'altra comunità farebbe comodo, quindi Rick riesce ad accordarsi con Stephanie per un incontro conoscitivo. A tale scopo viene creata una squadra per raggiungere il posto, formata da Eugene, Michonne, Magna, Yumiko e Siddiq, colui che per primo ha scoperto della radio di Eugene. Con estremo disappunto di Dwight e di Maggie Negan viene lasciato libero; l'uomo torna nel luogo dove ha seppellito Lucille per condurre un'esistenza solitaria. A sua insaputa viene sorvegliato da Dante dietro ordine di Maggie. Durante il viaggio il gruppo di Eugene attraversa una metropoli sorprendentemente deserta, e durante la notte Siddiq confessa in lacrime a Eugene che il figlio di Rosita era suo. La mattina seguente incontrano per strada una ragazza messicana, estremamente ilare e logorroica di nome Juanita, ma che preferisce farsi chiamare "Principessa". Ella convince Michonne e gli altri ad aggiungersi al loro gruppo, dato che è rimasta da sola. Nel frattempo a Hilltop i lavori di ricostruzione procedono a ritmo spedito. Jesus e Aaron, ormai ufficialmente fidanzati, mentre si dirigono verso la comunità diretta da Maggie incappano in Beta e altri Sussurratori e li sterminano. Ad Alexandria Rick non riesce a superare la perdita di Andrea; Dwight arriva a minacciarlo a causa della morte di Sherry e la liberazione di Negan. Il gruppo di Eugene arriva al posto designato: un deposito di treni. Qui vengono sorpresi da fari e uomini armati. Negan continua a vivere la propria vita solitaria, fatta di pasti frugali e chiacchierate con Lucille, arriva persino a creare un'altra mazza di filo spinato. Poi Maggie si palesa, intenzionata a ucciderlo. Negan ammette i propri sbagli passati; al contrario di quanto pensa lei non lo dice per avere la vita salva, anzi in realtà arriva a scongiurarla di eliminarlo, perché non vuole più vivere così. Come punizione Maggie lo risparmia. |               |                       |                       |
| 29 | Note |               |                       |                       |
| 29 | Edizione italiana Robert Kirkman, The Walking Dead, vol. 29: I limiti che superiamo, disegni di Charlie Adlard, Cliff Rathburn e Stefano Gaudiano, SaldaPress, 2018, p. 144, ISBN 978-1534304970. |               |                       |                       |
| 30 | THE WALKING DEAD VOL.30: L'ORDINE DEL NUOVO MONDO (THE WALKING DEAD VOL.30: NEW WORLD ORDER) | 175÷193       | settembre 2018        | luglio 2019           |
| 30 | Trama La spedizione guidata da Eugene e Michonne è diretta verso una comunità sconosciuta. La comunità di cui fa parte Stephanie, la misteriosa donna con cui ha parlato Eugene via radio. Alla spedizione si è aggiunta Principessa, di cui ancora nessuno sa se fidarsi o meno. L’incontro con il nuovo gruppo di sopravvissuti sarà molto strano, diverso rispetto a tutti quelli avvenuti fino a questo momento. E, soprattutto, svelerà l’esistenza di un altro mondo, che segue regole completamente diverse da quelle stabilite da Rick e dai suoi. Un mondo in cui, all’orizzonte, si stagliano le figure di nuovi amici e nuovi nemici. È un nuovo inizio e non è detto che si tratti di una buona notizia. |               |                       |                       |
| 30 | Note |               |                       |                       |
| 30 | Edizione italiana Robert Kirkman, The Walking Dead, vol. 30: l'ordine del nuovo mondo, disegni di Charlie Adlard, Cliff Rathburn e Stefano Gaudiano, SaldaPress, 2019, p. 144, ISBN 978-8869195723. |               |                       |                       |

## Volumi speciali

### The Walking Dead Script Book
Uscito negli USA nel 2005, inedito in lingua italiana, è un albo speciale che raccoglie la sceneggiatura e il copione originale, scritto da Robert Kirkman, dei primi sei albi di The Walking Dead. Per l'occasione il disegno della copertina è stato affidato a Cliff Rathburn, al tempo l'inchiostratore ufficiale dei lavori di Charlie Adlard.

### The Walking Dead #50
Pubblicato esclusivamente negli USA a giugno del 2008, l'albo mensile numero 50, contando anche la ristampa, ha avuto ben quattro versioni diverse della copertina, oltre a questo come extra, a fine volume sono stati aggiunti: la storia originale che Kirkman inviò alla Image Comics per proporre la serie, e lo script su cui Tony Moore lavorò per realizzare il primo albo. Riguardo alla prima, l'autore mostra e spiega come all'epoca avesse in mente una storia completamente diversa (almeno per quanto riguarda l'inizio) per Rick e la sua famiglia. Inoltre aveva pensato di chiamarla "Night of the living dead", come l'omonimo film di George A. Romero. Cambiò idea dopo che Jim Valentino, all'epoca editore della Image, gli suggerì di usare un nome da poter possedere come proprietà intellettuale.

### The Walking Dead #75
Pubblicato esclusivamente negli USA a luglio del 2010, l'albo mensile numero 75 presenta due extra: il primo è il rifacimento della copertina del primo numero della serie per mano di Charlie Adlard. Il secondo consiste in una continuazione fittizia dell'episodio contenuto nell'albo. Dopo che Rick viene colpito da Michonne alla nuca, egli scompare e riappare a bordo di un'astronave aliena, dove riprende i sensi sdraiato su un lettino da ospedale. Aggirandosi per i corridoi trova una tuta da supereroe, e dopo averla indossata abbandona la navetta e cade sulla Terra. Qui incontra vecchi personaggi, come Tyreese, Martinez, Axel, Michonne, il Governatore e Lori. Tutti disegnati e vestiti come in un comic book di stampo supereroistico. La ministoria è interamente a colori, e riprende ciò che era stato mostrato in una delle cover variant del numero 50, ovvero Rick, Michonne, Tyreese e il Governatore disegnati in stile supereroe. Non ha una conclusione, tuttavia Kirkman non continuerà questa alternative story. Nell'aprile 2021 è stato confermato che la storia riprenderà.

### The Walking Dead: Le copertine volume 1
(The Walking Dead: The Covers) pubblicato negli USA a ottobre 2010 e in Italia a luglio 2012.
Volume che raccoglie le copertine dei primi cinquanta albi mensili, dei primi otto volumi brossurati (trade paperback), dei primi quattro volumi cartonati (hard cover), e dei primi due volumi omnibus. Ciascun copertina è accompagnata da commenti e schizzi dell'autore e dei disegnatori. In esclusiva per l'edizione italiana SaldaPress ha inserito come contenuto aggiuntivo la storia inedita di Morgan e Duane, breve racconto di sei pagine pubblicato per la prima volta su Image 2005 Holiday Special e poi ristampato all'interno del trentaquattresimo albo mensile statunitense e del primo compendium, come extra.

### The Walking Dead Chronicles: dal fumetto allo schermo TV
(The Walking Dead Chronicles: The Official Companion Book) Già pubblicato negli USA a ottobre 2011 è uscito in Italia a novembre 2012, è un volume basato sui retroscena e altro materiale bonus relativo alla serie a fumetti e alla sua trasposizione televisiva (per quanto riguarda la prima stagione) con l'aggiunta di una sezione dedicata alle differenze presenti nella serie TV.

### The Walking Dead Survivors' Guide
Già pubblicato negli USA a novembre 2011, ancora inedito in lingua italiana, raccoglie le guide di sopravvivenza dal nr. 1 al nr. 4.

### The Walking Dead Speciale: La storia di Michonne
Uscito negli USA a ottobre 2012 sotto il nome di 'The Walking Dead Michonne Special', in concomitanza con l'inizio della terza stagione della serie televisiva, questo albo ristampa la storia breve sulle origini di Michonne apparsa nell'edizione americana della rivista Playboy del marzo 2012. In sei pagine la storia racconta come Michonne ha affrontato i primi momenti dell'epidemia. In Italia il volumetto è stato in vendita in anteprima esclusiva per i visitatori della manifestazione del Lucca Comics & Games 2012 in un albo speciale spillato simile a quello originale, oltre alle pagine dedicate alle "origini" di Michonne, è presente anche un capitolo già apparso nel quarto volume brossurato intitolato "La forza del desiderio", e un extra aggiunto dalla SaldaPress consistente in quattro pagine con foto tratte dalla serie televisiva.

### The Walking Dead Speciale: La legge del Governatore
Uscito negli USA a febbraio del 2013 sotto il nome di "The Governor Special", questo albo speciale narra una breve storia composta da sei pagine, con il Governatore nei suoi primi giorni come il leader di Woodbury. L'albo in Italia è stato pubblicato dalla SaldaPress a ottobre 2013 e si differenzia dall'edizione americana in quanto, oltre alla storia inedita, vi è inserita in aggiunta la storia dell'albo numero 27, ovvero la prima apparizione del Governatore nel fumetto, più quattro pagine extra inerenti sempre il Governatore.

### The Walking Dead Speciale: La forza di Tyreese
Uscito negli USA a maggio del 2013 sotto il nome di "Tyreese Special", questo albo speciale contiene una breve storia composta da sei
pagine ed esattamente come i due speciali precedenti mostra Tyreese, la figlia Julie e il suo ragazzo Chris agli inizi dell'apocalisse in aggiunta alle pagine relative alla prima apparizione del trio nella serie principale. Pubblicata in Italia da Saldapress a novembre 2014.

### The Walking Dead Speciale: Piccole storie
Raccolta delle quattro storie brevi che rispettivamente vedono protagonisti Morgan, Michonne, il Governatore e Tyreese. Le ultime tre sono state pubblicate separatamente in appositi volumetti in formato trade paperback, mentre la prima era possibile leggerla nel primo Compendium o nel volume italiano di The Walking Dead: le copertine volume 1.

### The Walking Dead Numero 1: Speciale 10º Anniversario
Uscito negli USA nell'ottobre del 2013, è la ristampa dell'albo numero 1 completamente a colori, per celebrare i primi dieci anni di vita di The Walking Dead. Sia la copertina che i disegni sono stati colorati da Dave Stewart. L'albo, oltre a contenere la storia del numero 1, è arricchito da una nutrita intervista di Eric Stephenson a Robert Kirkman, in più contiene anche il primo abbozzo in bianco e nero del progetto originario di The Walking Dead. L'edizione italiana è stata curata dalla Saldapress, che ha portato l'albo in italiano tra la fine di ottobre e l'inizio di novembre durante le quattro giornate del Lucca Comics & Games 2013, ribadendo più volte che l'albo in questione, su gentile concessione della Skybound, sarebbe stato venduto solo ed esclusivamente durante i giorni della fiera e che non avrebbe conosciuto altra sede di vendita all'infuori di Lucca.

## Informazioni supplementari

### Formati
- Albi mensili spillati: formato inedito in Italia, si tratta della principale forma di pubblicazione dell'opera sul territorio statunitense, questa consta in albi spillati di circa una ventina di pagine di fumetto, arricchite con alcune pagine dedicate alla posta dei lettori, dopo di che viene mostrata la data e la copertina dell'albo successivo. Talvolta, dopo l'angolo della posta, è presente un extra, come ad esempio l'anteprima di un'altra serie a fumetti o una breve rassegna dei personaggi incontrati. Esistono anche albi con copertine variant, alcune delle quali sono disponibili solo con le ristampe.
- Volumi trade paperback: formato di pubblicazione principale in Italia, costituito da poco più di 140 pagine (eccetto il trentaduesimo e ultimo volume, composto da 224 pagine), raccoglie sei albi mensili statunitensi. Ogni volume dell'edizione italiana è corredato da un editoriale a inizio e a fine volume, dove vengono presi e analizzati gli zombie non solo nell'ambito fumettistico. Talvolta ci sono articoli dedicati alla serie TV, e ad altri media ispirati al fumetto. L'ultimo albo in Italia è stato pubblicato il 5 dicembre 2019.
- Formato bonelliano: peculiare dei fumetti prodotti in Italia, è stato annunciato al Napoli Comicon del 2012 da SaldaPress. Il primo numero è uscito in anteprima a Lucca Comics&Games 2012 con una copertina speciale che presenta un'immagine tratta dalla serie televisiva invece che dal fumetto. Ogni numero esce attorno a metà mese ed è dotato anch'esso di piccoli editoriali ed extra. Raccoglie quattro albi mensili americani. Dal numero 28 esce in formato ridotto (due albi mensili americani). La pubblicazione dell'ultimo numero, il 70, è prevista per luglio 2020.
- Compendium: si tratta del formato più grande di tutti, comprendente quarantotto albi mensili (l'equivalente di otto volumi brossurati), che include come materiale extra solo una storia di poche pagine inedita (di lunghezza variabile a seconda del volume). Il primo numero è stato pubblicato nel 2012, mentre la pubblicazione del quarto e ultimo numero, è prevista per il 30 aprile 2020.
- Compendium copertina rigida (Hard Cover): si tratta dell'edizione a tiratura limitata del compendium con copertina rigida. Il primo numero è stato pubblicato nel 2014.
- Raccolta: pubblicato in Italia la prima volta a luglio 2019, è un formato che comprende l'equivalente di quattro volumi brossurati, la metà dei volumi offerti dall'edizione compendium.
- Volumi cartonati (hardcover): raccoglie dodici albi mensili della serie regolare (l'equivalente di due volumi brossurati), con l'aggiunta di materiale extra, un formato più grande e copertina rigida.
- Omnibus: formato inedito in Italia, contiene ventiquattro albi mensili della serie regolare (l'equivalente di quattro volumi brossurati), con l'aggiunta di materiale extra, un formato più grande e copertina rigida.
- Deluxe: a ottobre 2020, negli Stati Uniti, verrà ripresentata tutta la serie una nuova edizione a colori. Il colorista scelto è Dave McCaig[4].

### Differenze edizione italiana
L'edizione trade paperback SaldaPress si differenzia da quella statunitense per due aspetti tecnici: il tipo di carta usata e le copertine. Tutti i volumi relativi a The Walking Dead (compresi gli speciali) vengono stampati su carta patinata, in Italia viene usata una carta non patinata di grammatura più spessa e di qualità superiore a quella dell'edizione originale.
Per quanto riguarda le copertine, le differenze principali sono due:
- le immagini usate per le copertine dei volumi brossurati sono di formato ridotto rispetto a quello originale;
- l'edizione italiana presenta, seppur soltanto in bianco e nero e in dimensione ridotta, le copertine dei numeri originali che compongono i volumi, totalmente assenti nei volumi statunitensi.

Il volume The Walking Dead: le copertine volume 1, a differenza dell'edizione statunitense, non ha copertina rigida.

## Altri media
- Un adattamento televisivo, The Walking Dead, è prodotto dalla TV via cavo AMC, con il regista Frank Darabont in veste di produttore esecutivo, nonché regista e sceneggiatore di alcuni degli episodi: ha esordito il 31 ottobre 2010 negli USA[5].
- È stata pubblicata una serie di romanzi incentrata sulle origini di Philip Blake (il Governatore) e su Lilly Caul. In Italia sono usciti sei di questi romanzi: The Walking Dead: L'ascesa del Governatore, The Walking Dead: La strada per Woodbury, The Walking Dead: La caduta del Governatore, The Walking Dead: La vendetta del Governatore, The Walking Dead: La discesa e The Walking Dead: Invasione. Altri due romanzi, che ancora non sono stati pubblicati in Italia, sono: The Walking Dead: Cerca e distruggi, The Walking Dead: Ritorno a Woodbury. Racconti scritti da Jay Bonansinga e dall'autore della serie a fumetti Robert Kirkman, pubblicati in Italia da Panini Books.
- The Walking Dead è un videogioco a episodi creato dalla Software House Telltale Games. La trama è del tutto slegata da quella del fumetto, la prima stagione segue le vicende di Lee Everett, un uomo che a causa dell'epidemia ha evitato la prigione.